# Lycaenidae
De Lycaenidae zijn een familie van vlinders in de superfamilie Papilionoidea. De familie omvat de kleine pages, vuurvlinders en blauwtjes. Het is een omvangrijke familie waartoe bijna 40% van alle vlinders uit deze superfamilie behoort, te weten zo'n 6000 soorten.

## Kenmerken
Vlinders uit de familie Lycaenidae zijn vaak vrij klein, met een spanwijdte van ongeveer 30 tot 40 millimeter. De grootste soorten zijn maximaal 50 millimeter. Mannetjes hebben onvolledig ontwikkelde voorpoten zonder klauwtjes terwijl de voorpoten van de vrouwtjes wel volledig ontwikkeld zijn. Mannetjes zijn het kleurrijkst, vaak met iriserende vleugels. De rupsen hebben meestal een gedrongen vorm.

## Leefwijze
Rupsen van verschillende vlinders uit deze familie – waaronder het gentiaanblauwtje – leven in symbiose met mieren. Ze laten zich meevoeren in het mierennest waar ze gevoed en beschermd worden door de mieren. In ruil scheiden ze een zoete stof af waar de mieren van snoepen. De meeste soorten voeden zich met planten.

## Verspreiding en leefgebied
Deze familie komt wereldwijd voor.

## Onderfamilies
- Lycaeninae (vuurvlinders)
- Polyommatinae (blauwtjes)
- Poritiinae
- Theclinae
- Miletinae
- Curetinae
- Aphnaeinae

## Geslachten
| - Agrodiaetus - Albulina - Aricia - Azanus - Cacyreus - Caleta - Callophrys - Celastrina - Cigaritis - Cupido - Curetis - Cyclyrius - Danis | - Discolampa - Eumaeus - Evenus - Feniseca - Glaucopsyche - Hamearis - Jamides - Laeosopis - Lampides - Leptotes - Loxura - Lycaeides - Lycaena | - Lysandra - Maculinea - Meleageria - Miletus - Neopithecops - Neozephyrus - Phengaris - Plebejus - Plebicula - Polyommatus - Poritia - Pseudophilotes - Quercusia | - Rathinda - Satyrium - Scolitantides - Spindasis - Strymon - Talicada - Thecla - Tomares - Vacciniina - Zizeeria |

## In Nederland waargenomen soorten
- Genus: Agriades
  - Agriades optilete - Veenbesblauwtje
- Genus: Aricia
  - Aricia agestis - Bruin blauwtje
- Genus: Cacyreus
  - Cacyreus marshalli - Geraniumblauwtje
- Genus: Callophrys
  - Callophrys rubi - Groentje
- Genus: Celastrina
  - Celastrina argiolus - Boomblauwtje
- Genus: Cupido
  - Cupido argiades - Staartblauwtje
  - Cupido minimus - Dwergblauwtje
- Genus: Cyaniris
  - Cyaniris semiargus - Klaverblauwtje
- Genus: Favonius
  - Favonius quercus - Eikenpage
- Genus: Lampides
  - Lampides boeticus - Tijgerblauwtje
- Genus: Lycaena
  - Lycaena dispar - Grote vuurvlinder
  - Lycaena hippothoe - Rode vuurvlinder
  - Lycaena phlaeas - Kleine vuurvlinder
  - Lycaena tityrus - Bruine vuurvlinder
  - Lycaena virgaureae - Morgenrood
- Genus: Lysandra
  - Lysandra coridon - Bleek blauwtje
- Genus: Phengaris
  - Phengaris alcon - Gentiaanblauwtje
  - Phengaris arion - Tijmblauwtje
  - Phengaris nausithous - Donker pimpernelblauwtje
  - Phengaris teleius - Pimpernelblauwtje
- Genus: Plebejus
  - Plebejus argus - Heideblauwtje
  - Plebejus argyrognomon - Kroonkruidblauwtje
  - Plebejus idas - Vals heideblauwtje
- Genus: Polyommatus
  - Polyommatus icarus - Icarusblauwtje
- Genus: Satyrium
  - Satyrium ilicis - Bruine eikenpage
  - Satyrium pruni - Pruimenpage
  - Satyrium w-album - Iepenpage
- Genus: Thecla
  - Thecla betulae - Sleedoornpage

## Foto's

### Soorten voorkomend in Europa

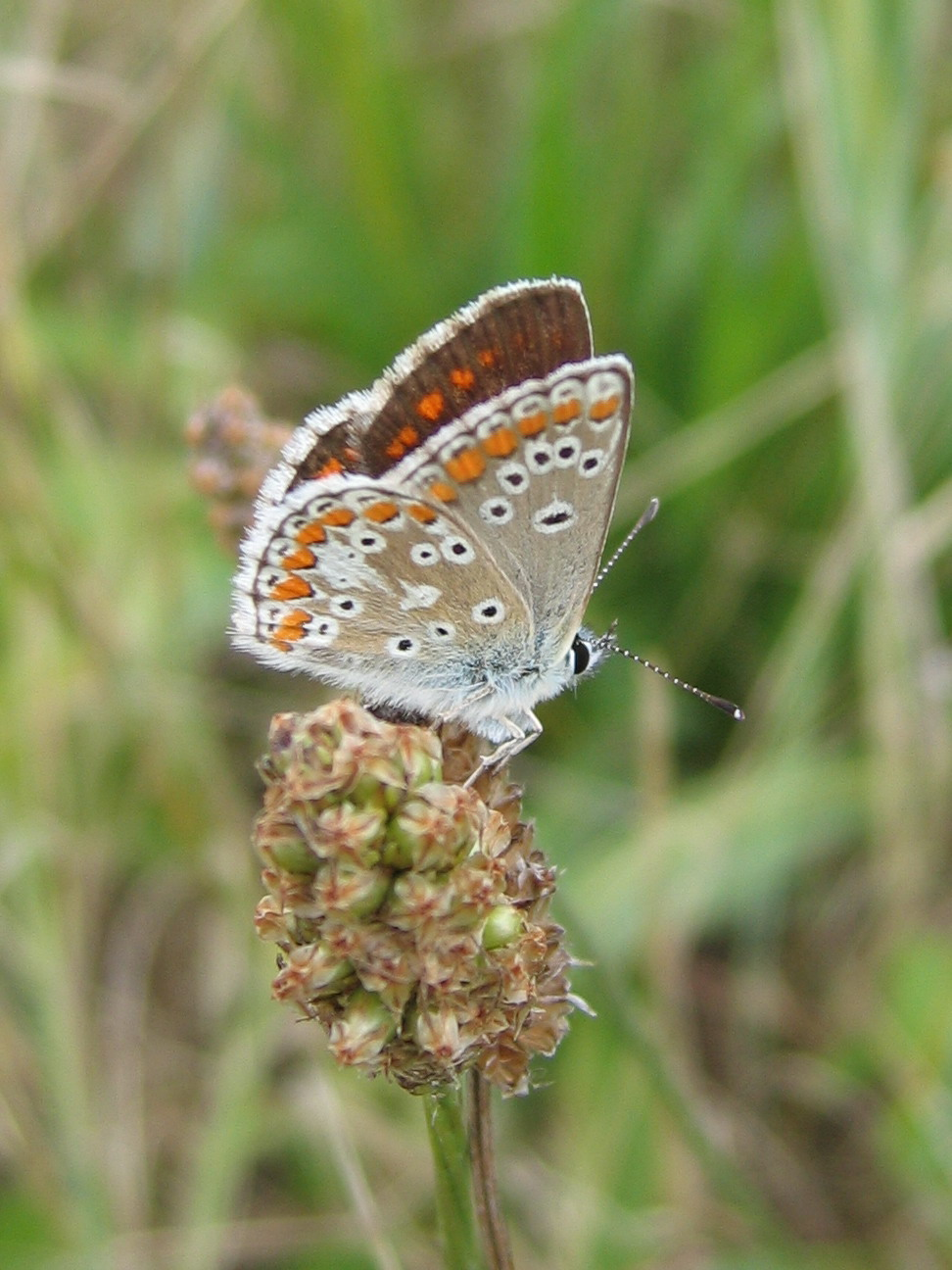
Aricia agestis Bruin blauwtje
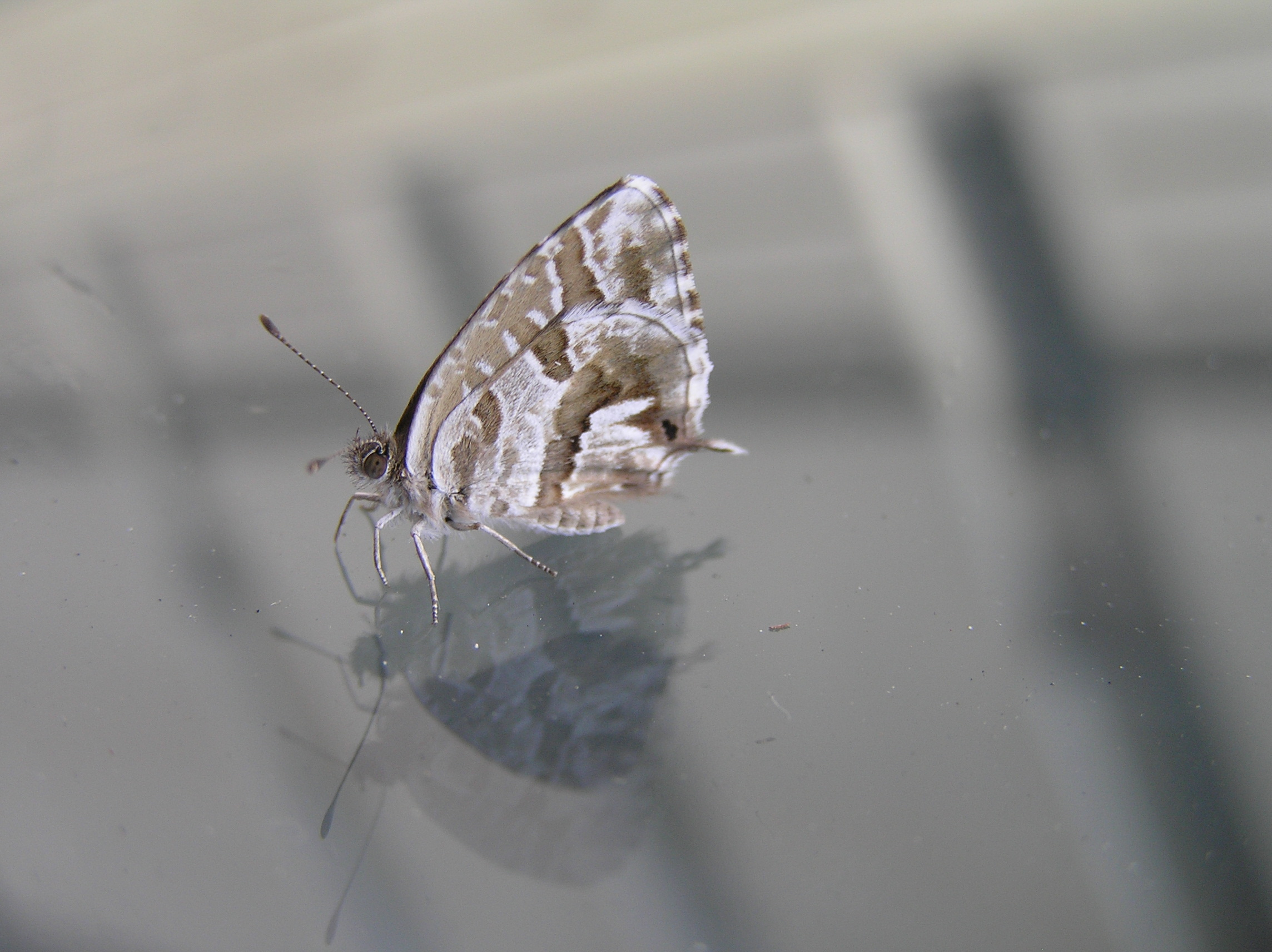
Cacyreus marshalli Geraniumblauwtje
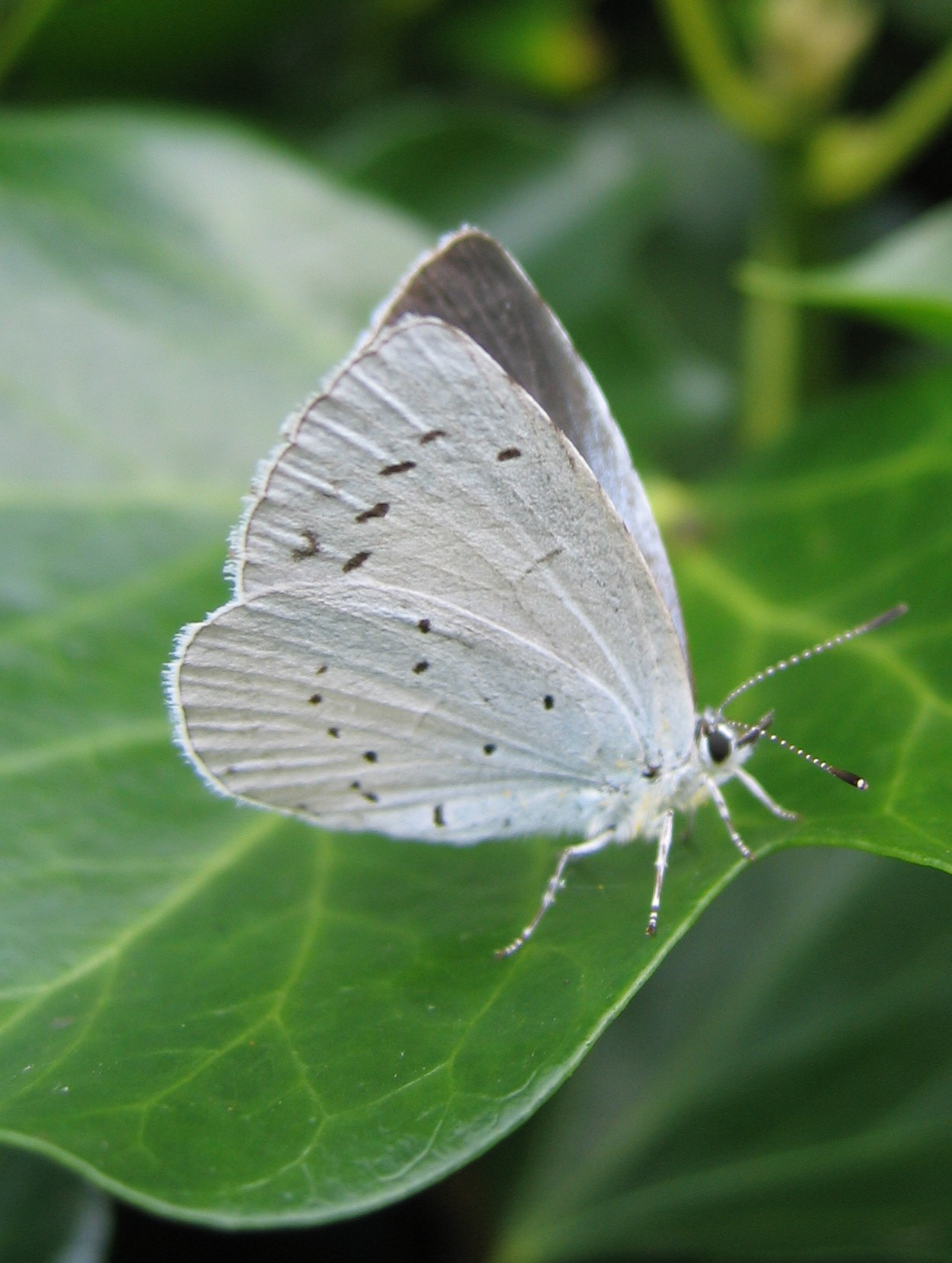
Celastrina argiolus Boomblauwtje
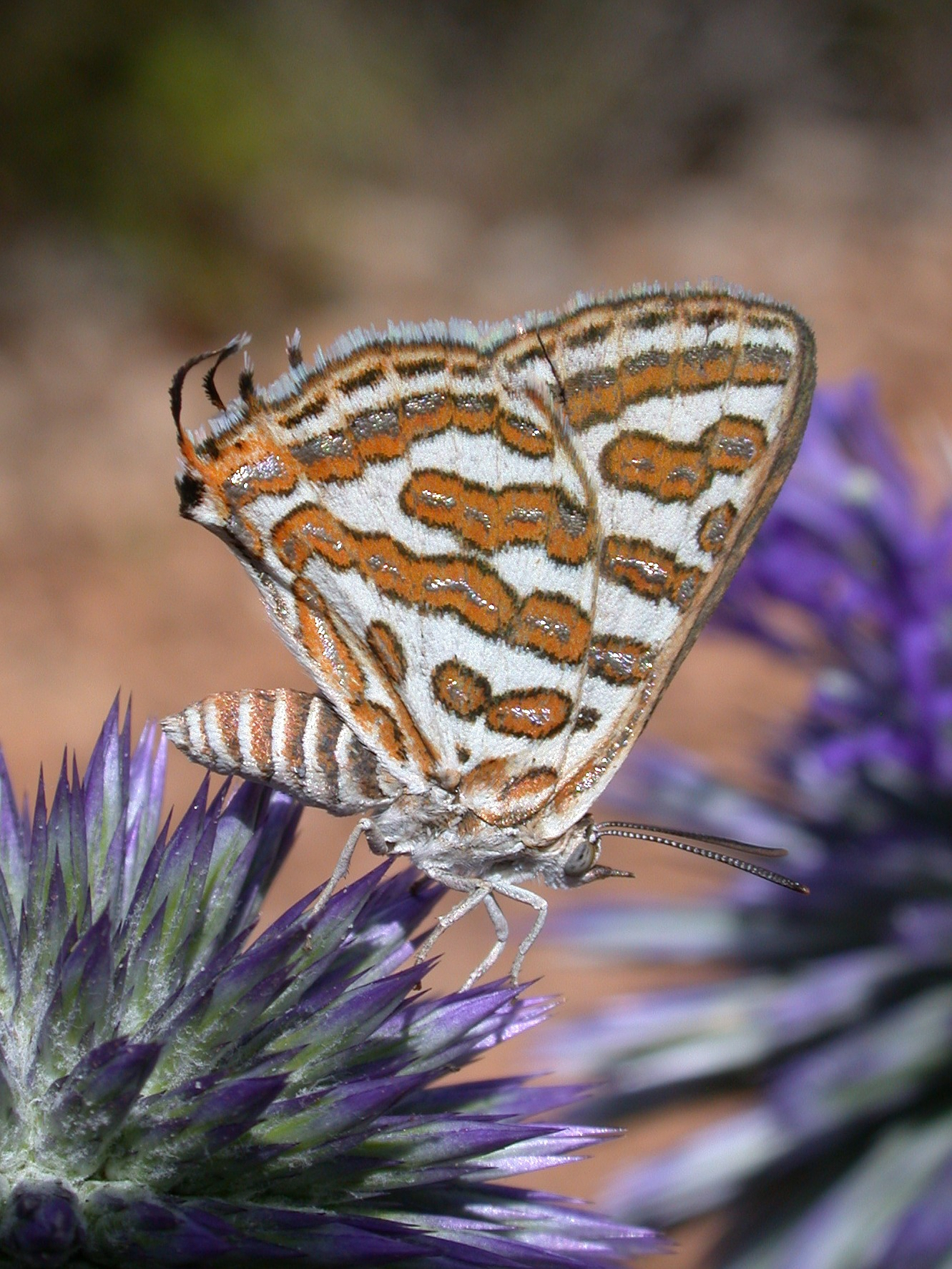
Cigaritis acamas Oostelijke zilverstreep
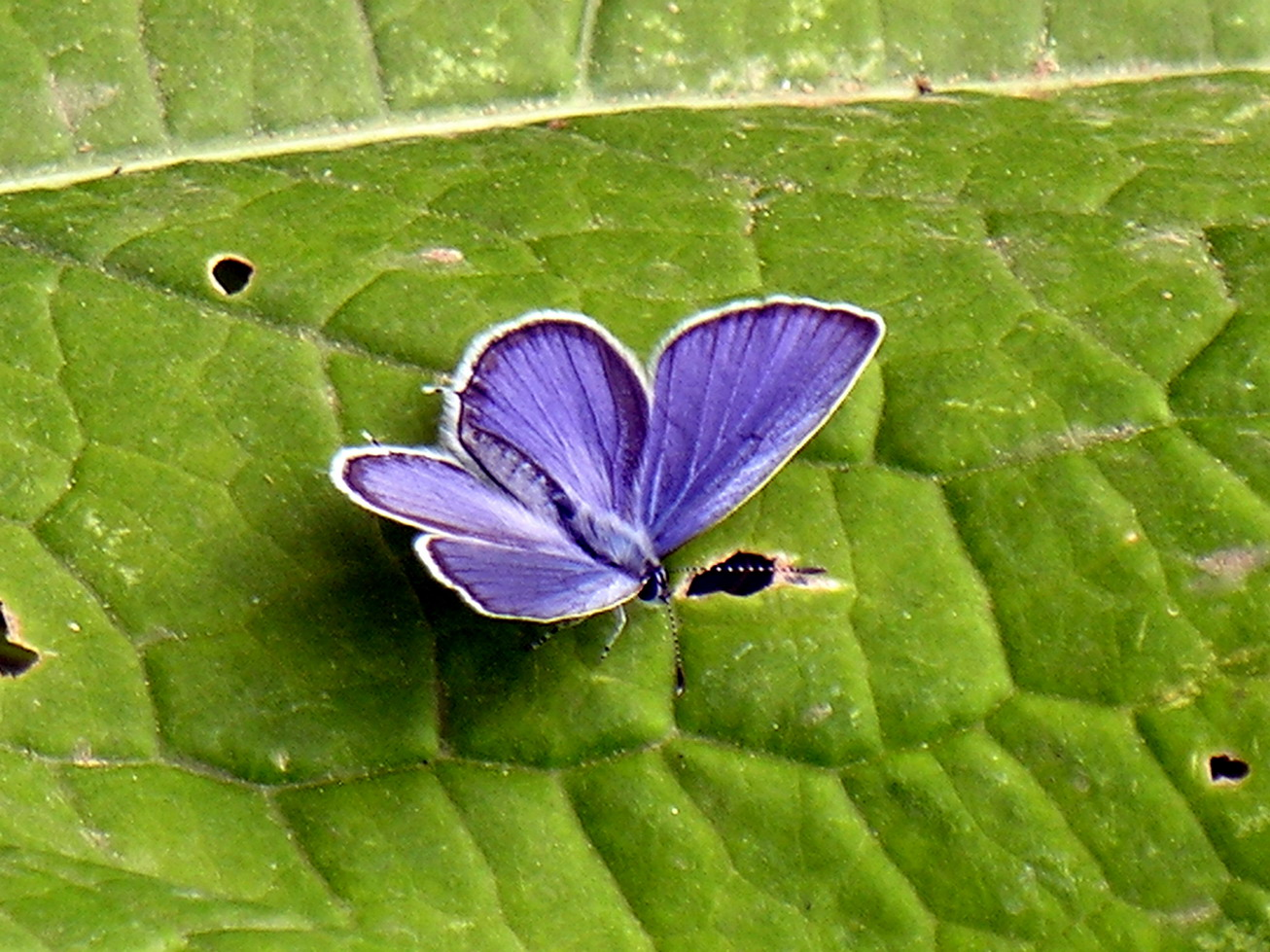
Cupido argiades Staartblauwtje
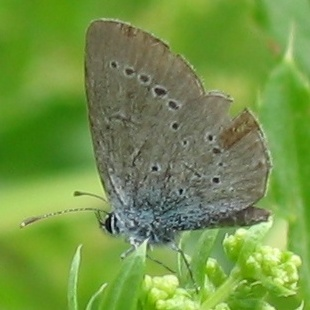
Cupido minimus Dwergblauwtje
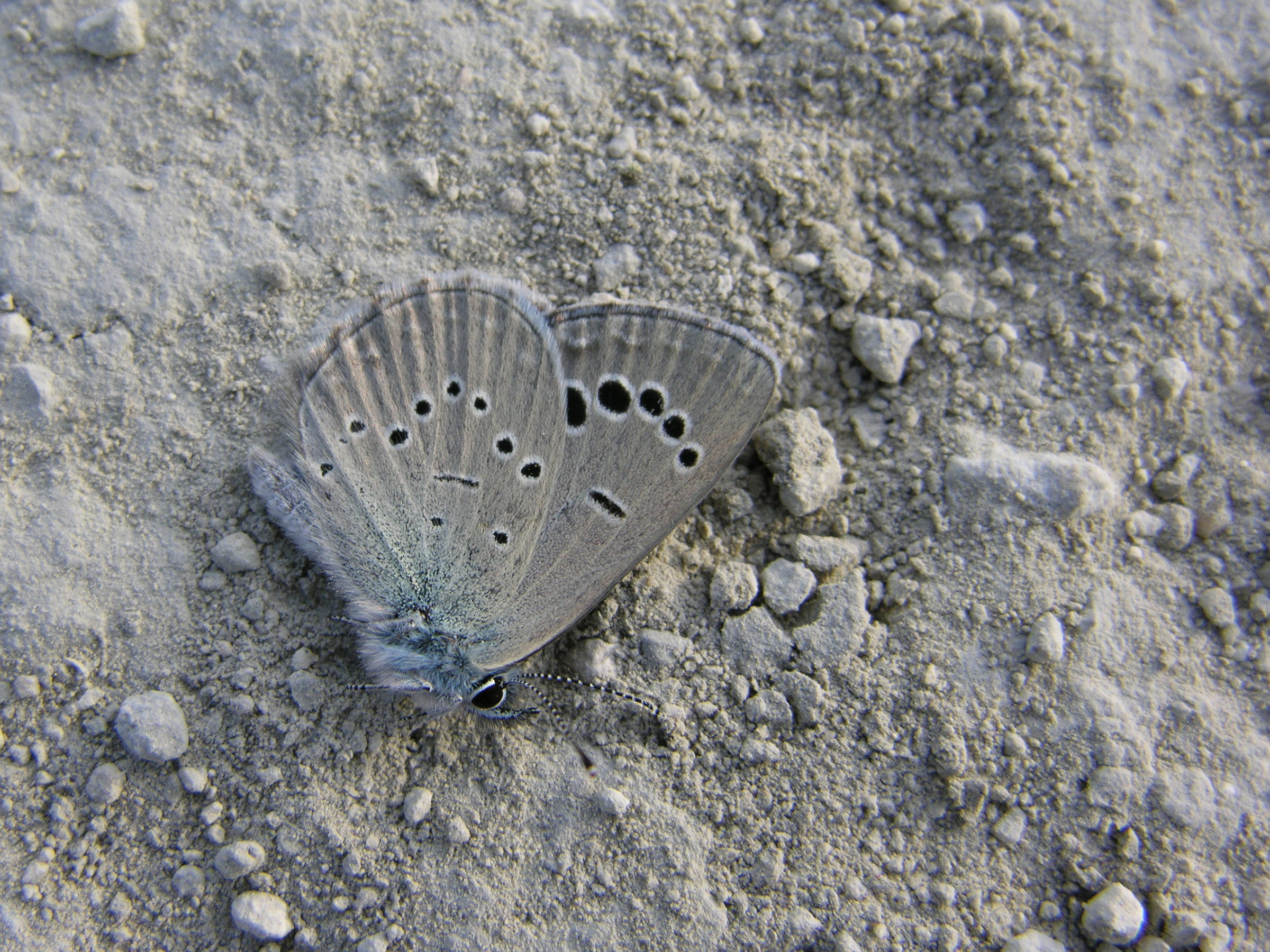
Glaucopsyche melanops Spaans bloemenblauwtje
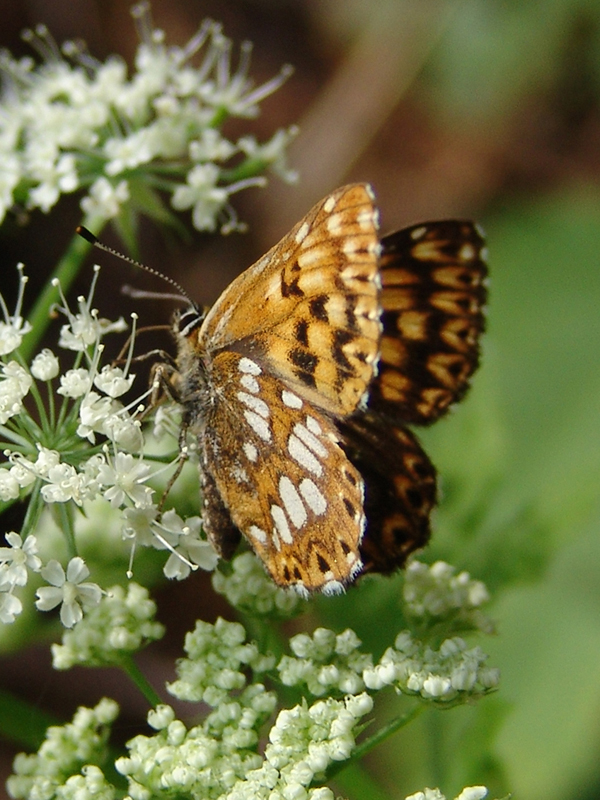
Hamearis lucina Sleutelbloemvlinder
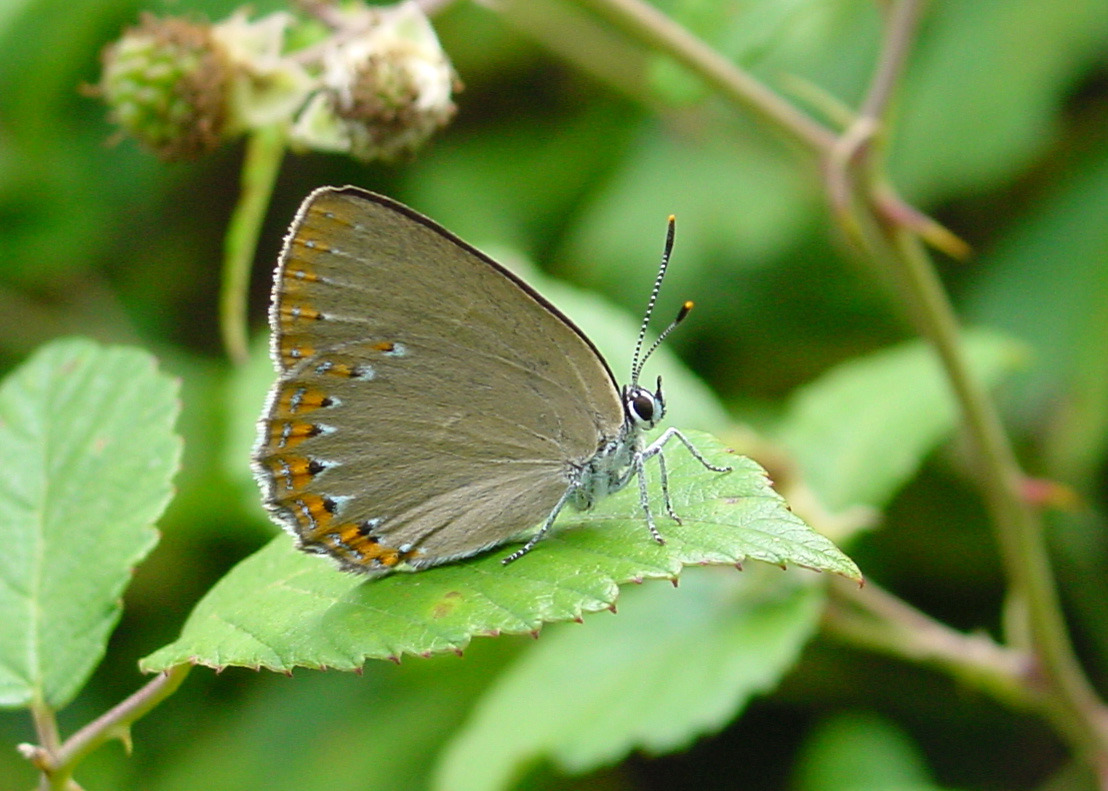
Laeosopis roboris Essenpage
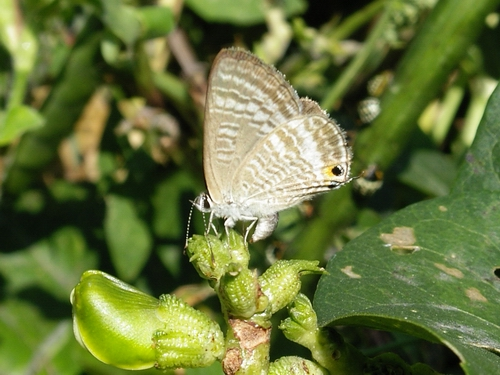
Lampides boeticus Tijgerblauwtje
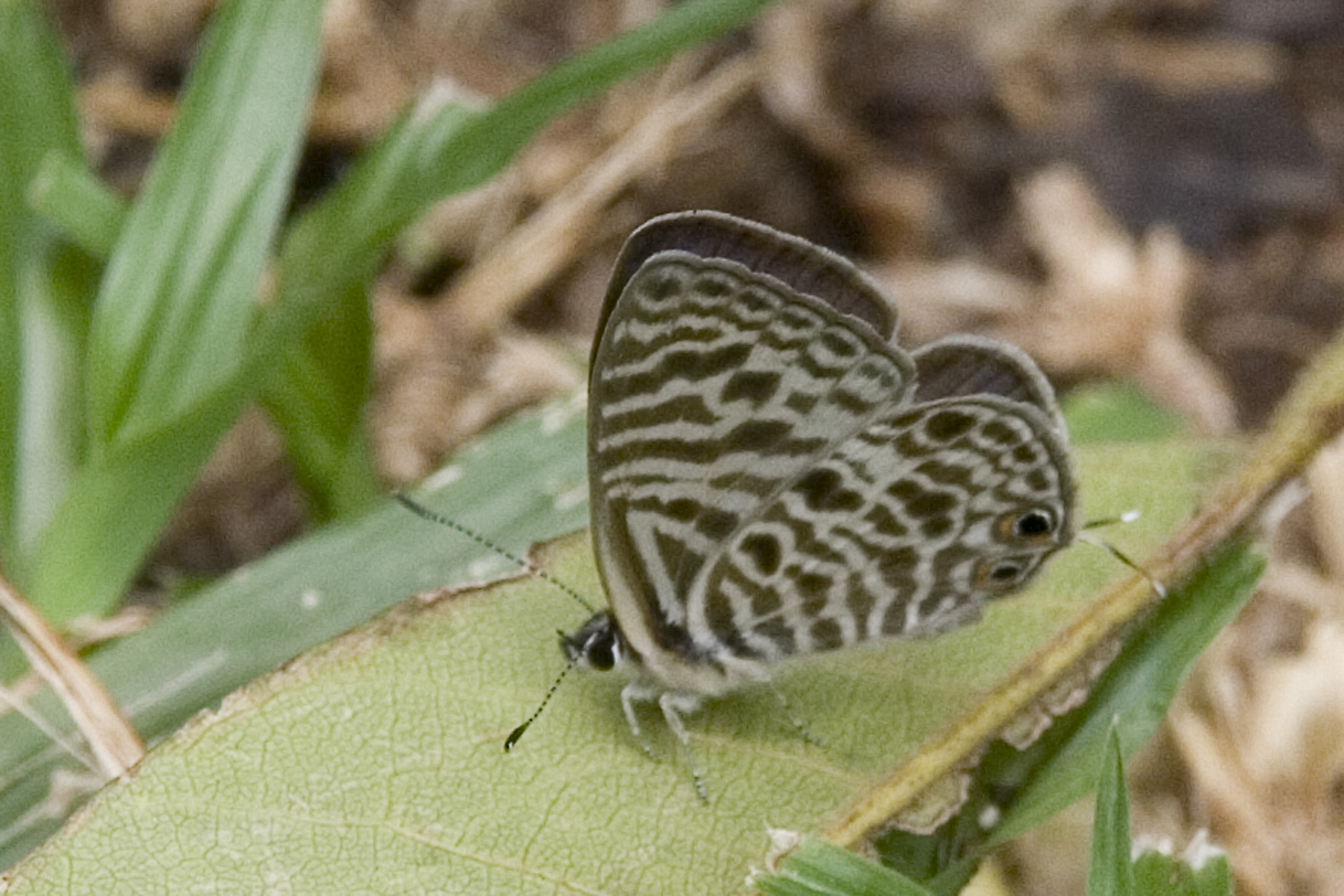
Leptotes babaulti
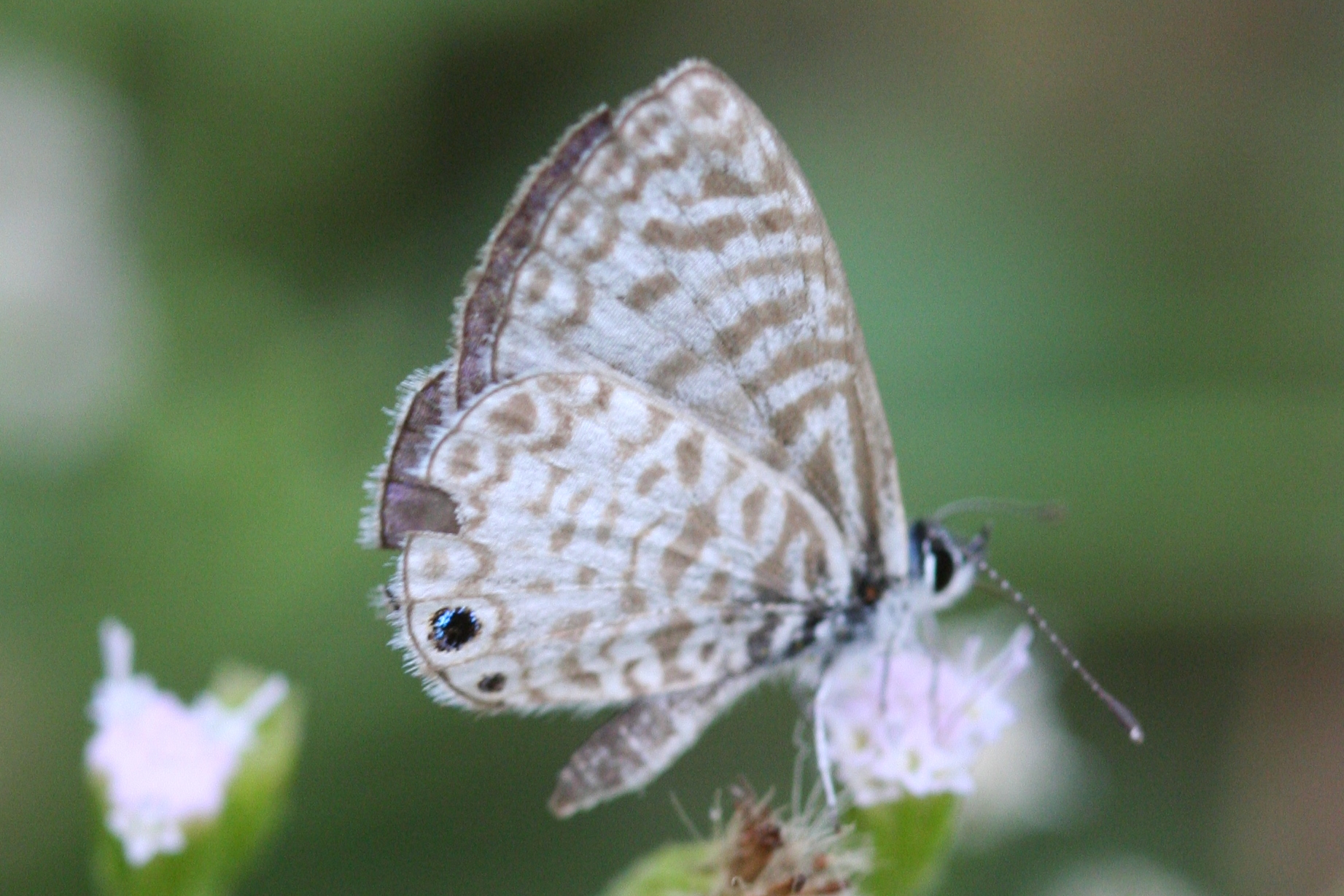
Leptotes cassius
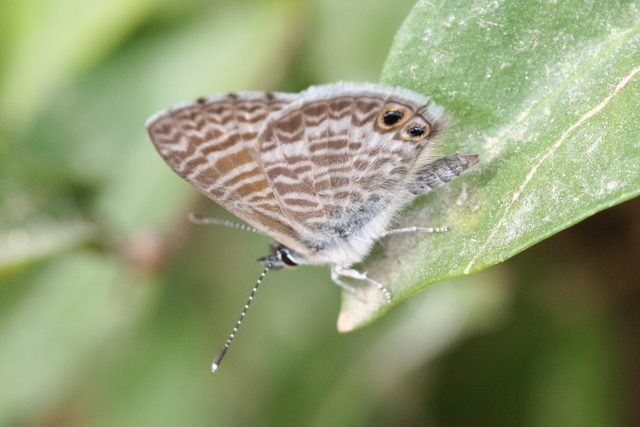
Leptotes marina
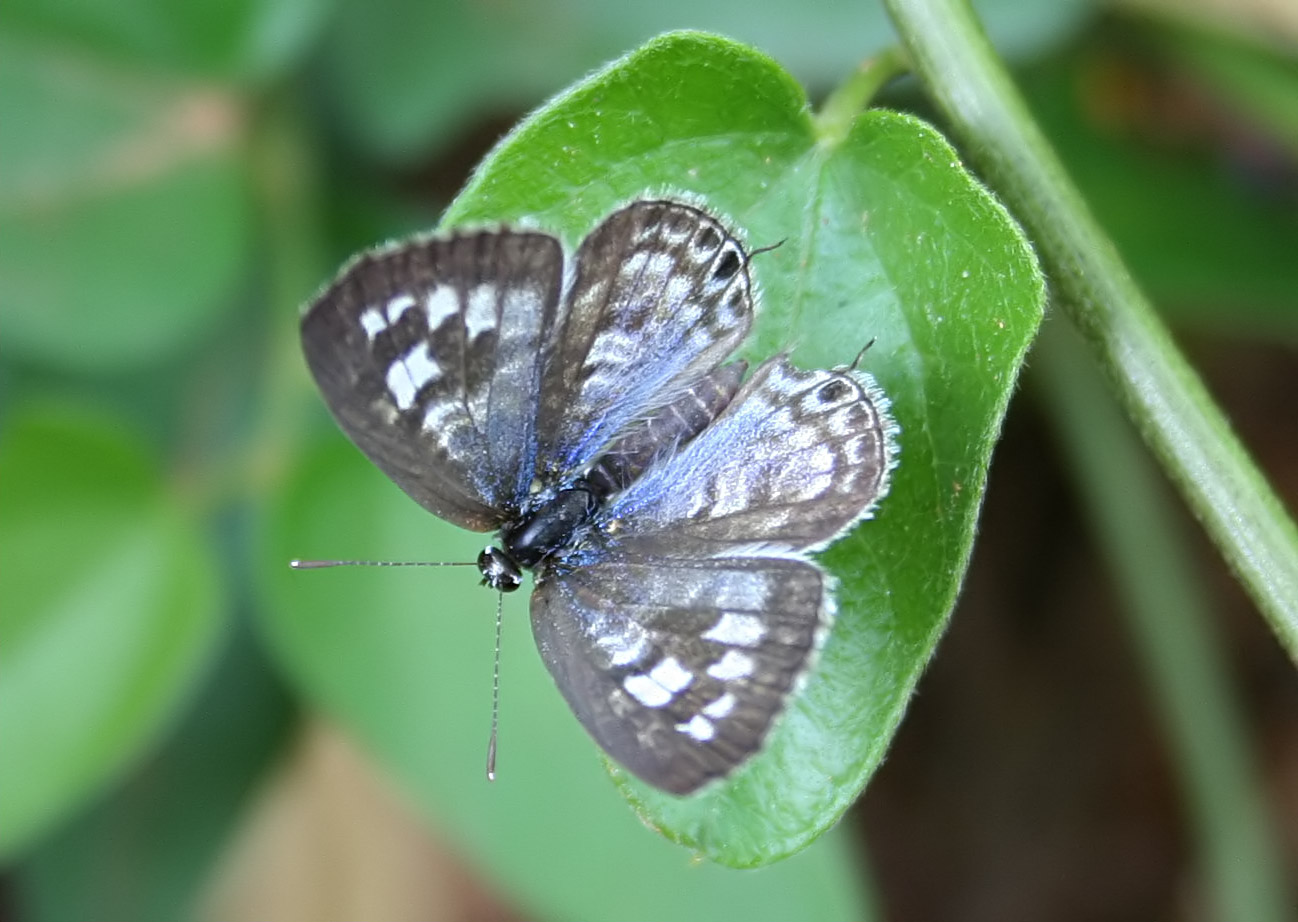
Leptotes plinius
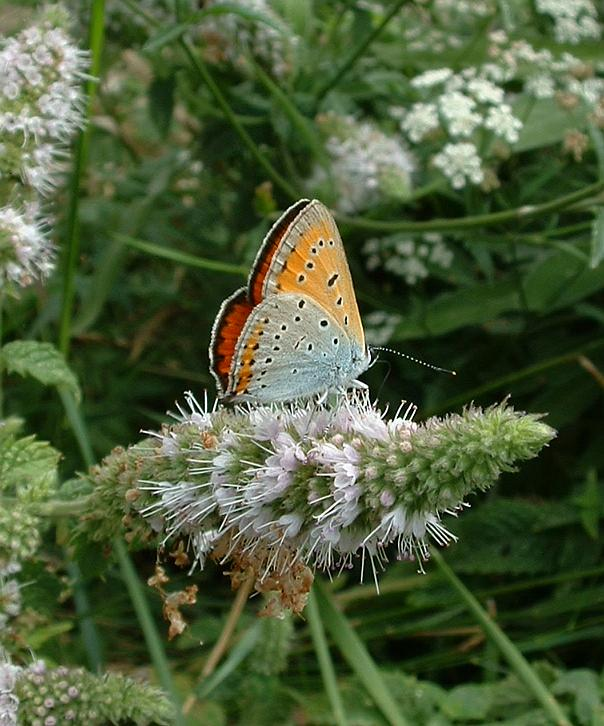
Lycaena dispar Grote vuurvlinder
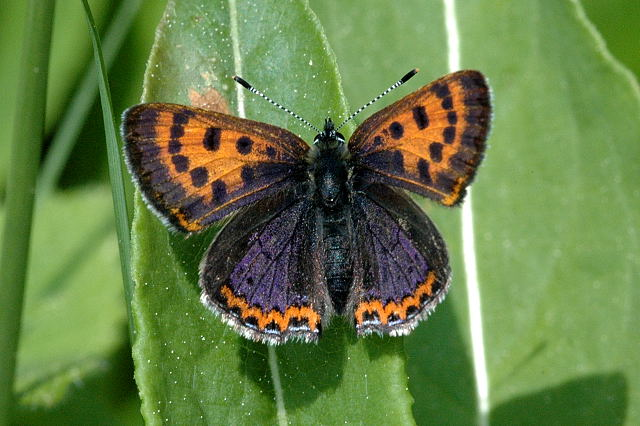
Lycaena helle Blauwe vuurvlinder
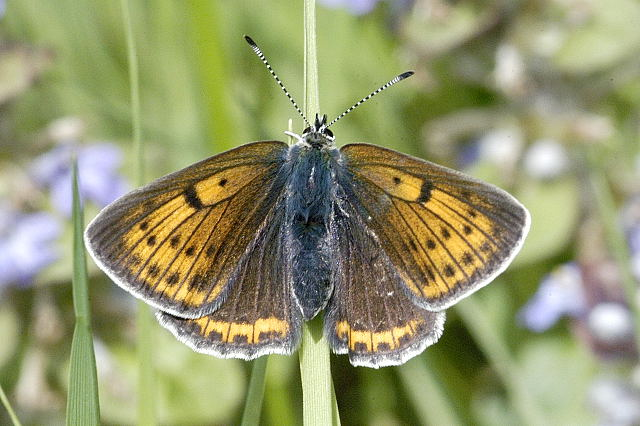
Lycaena hippothoe Rode vuurvlinder
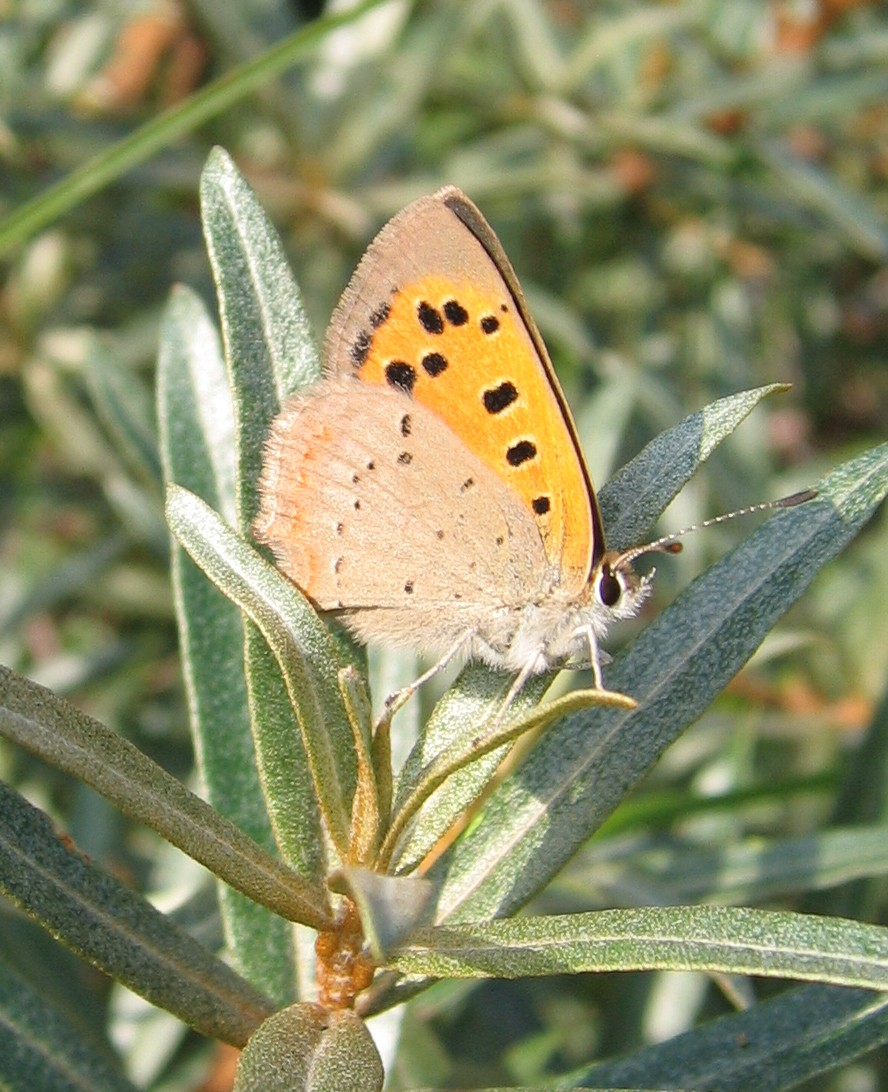
Lycaeana phlaeas Kleine vuurvlinder
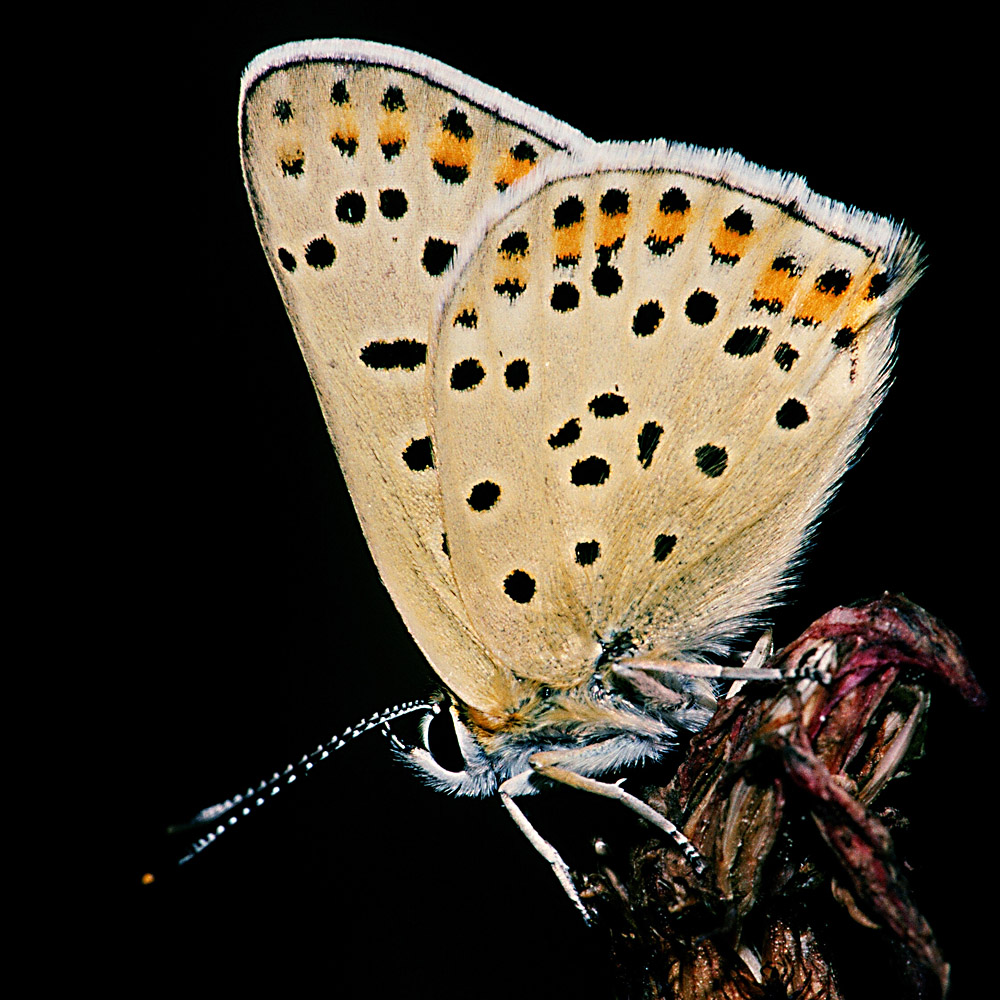
Lycaena tityrus Bruine vuurvlinder
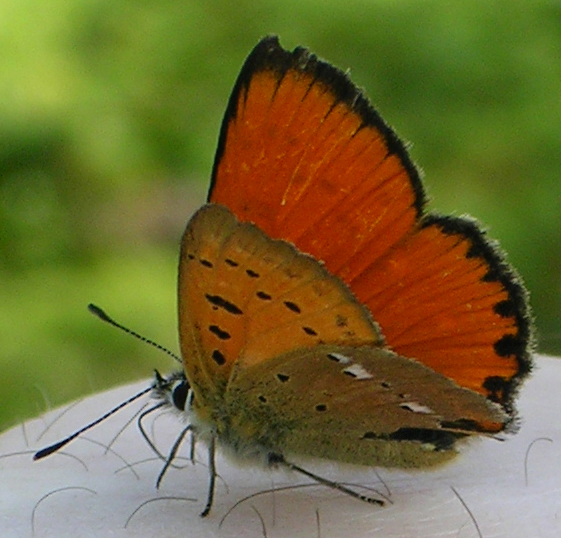
Lycaena virgaureae Morgenrood
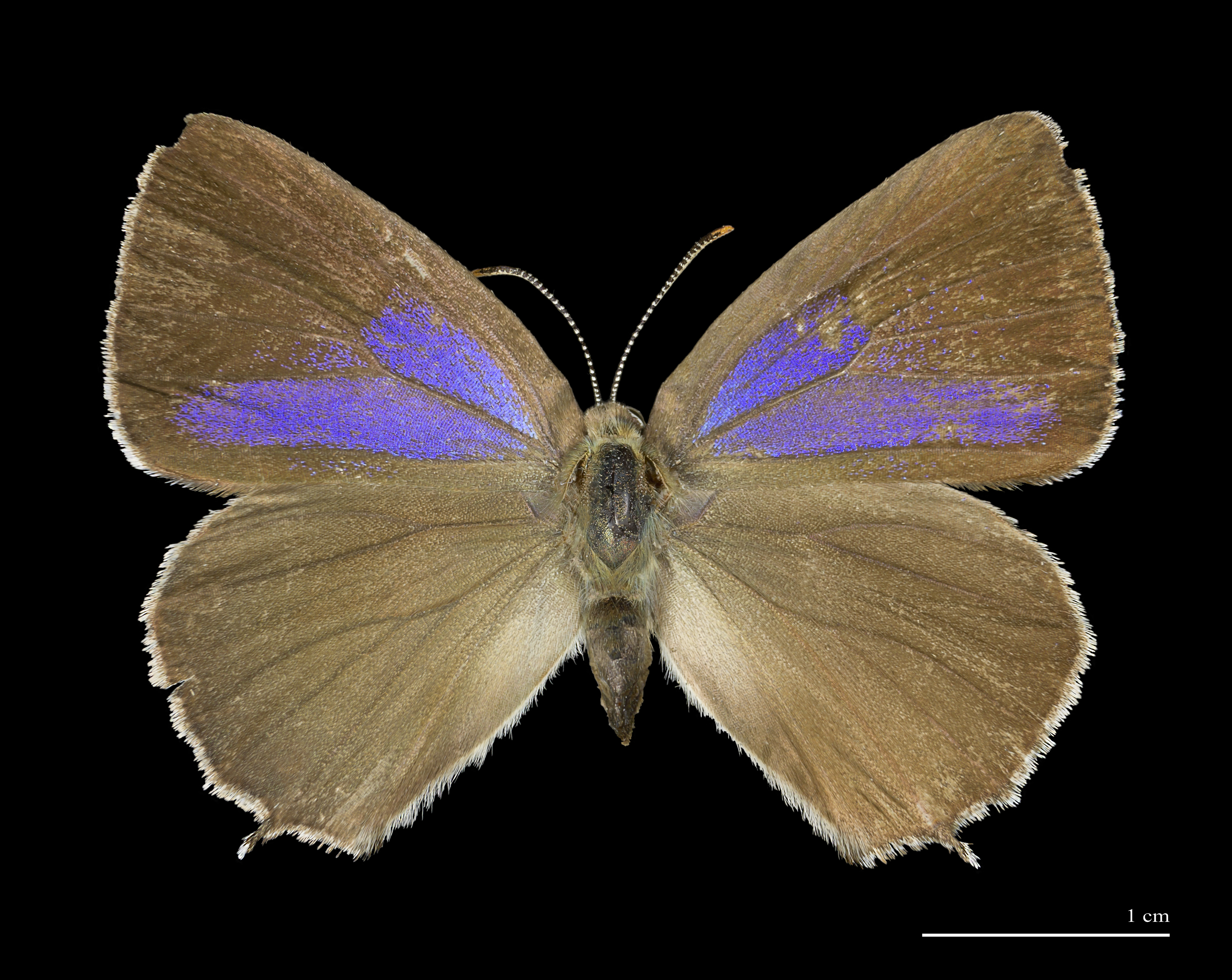
Neozephyrus quercus Eikenpage
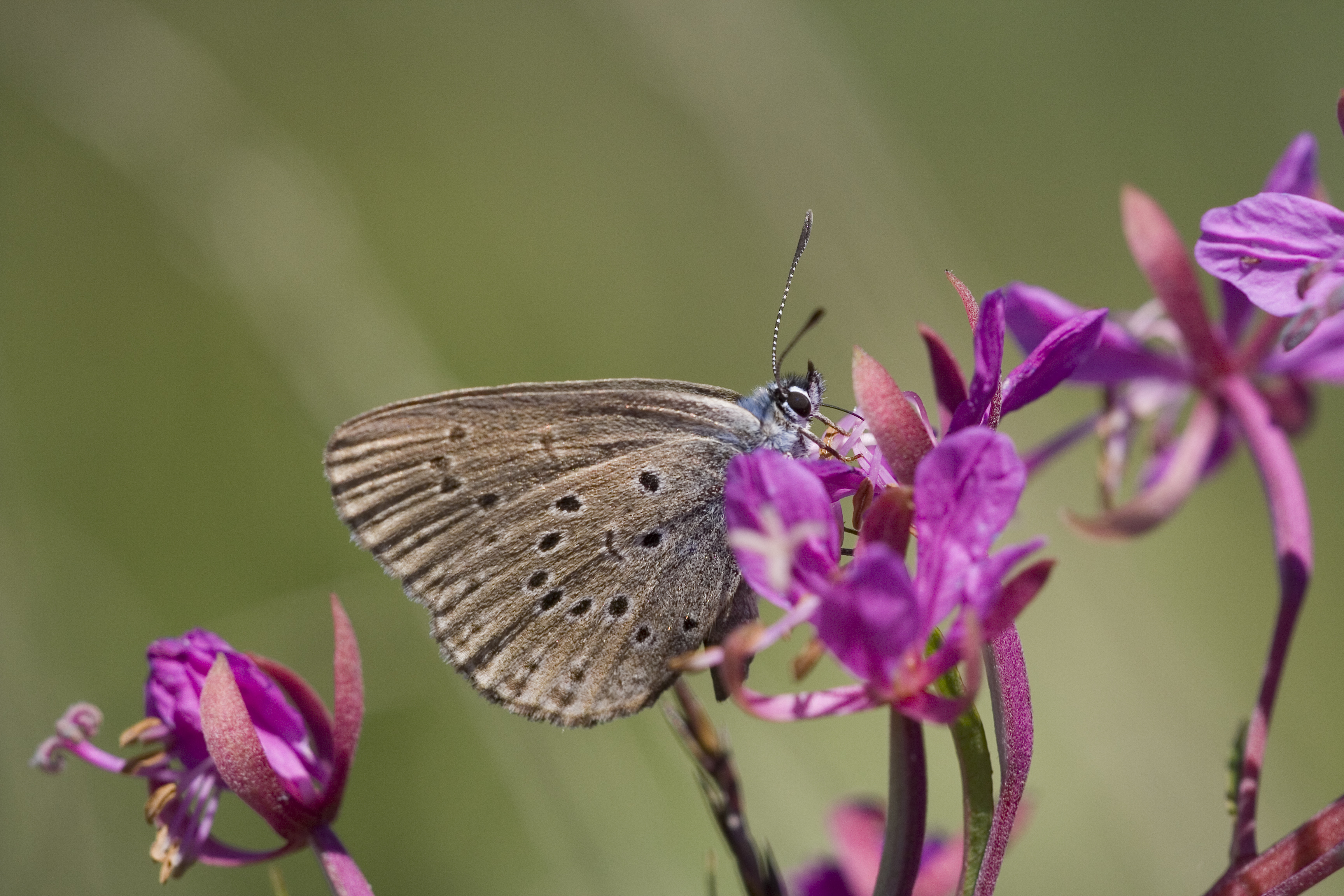
Phengaris alcon Gentiaanblauwtje
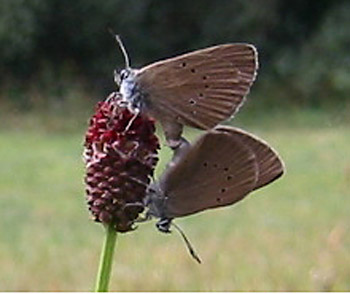
Phengaris nausithous Donker pimpernelblauwtje
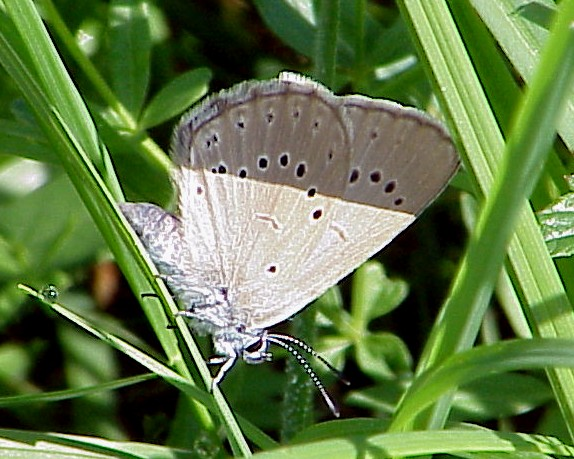
Phengaris teleius Pimpernelblauwtje
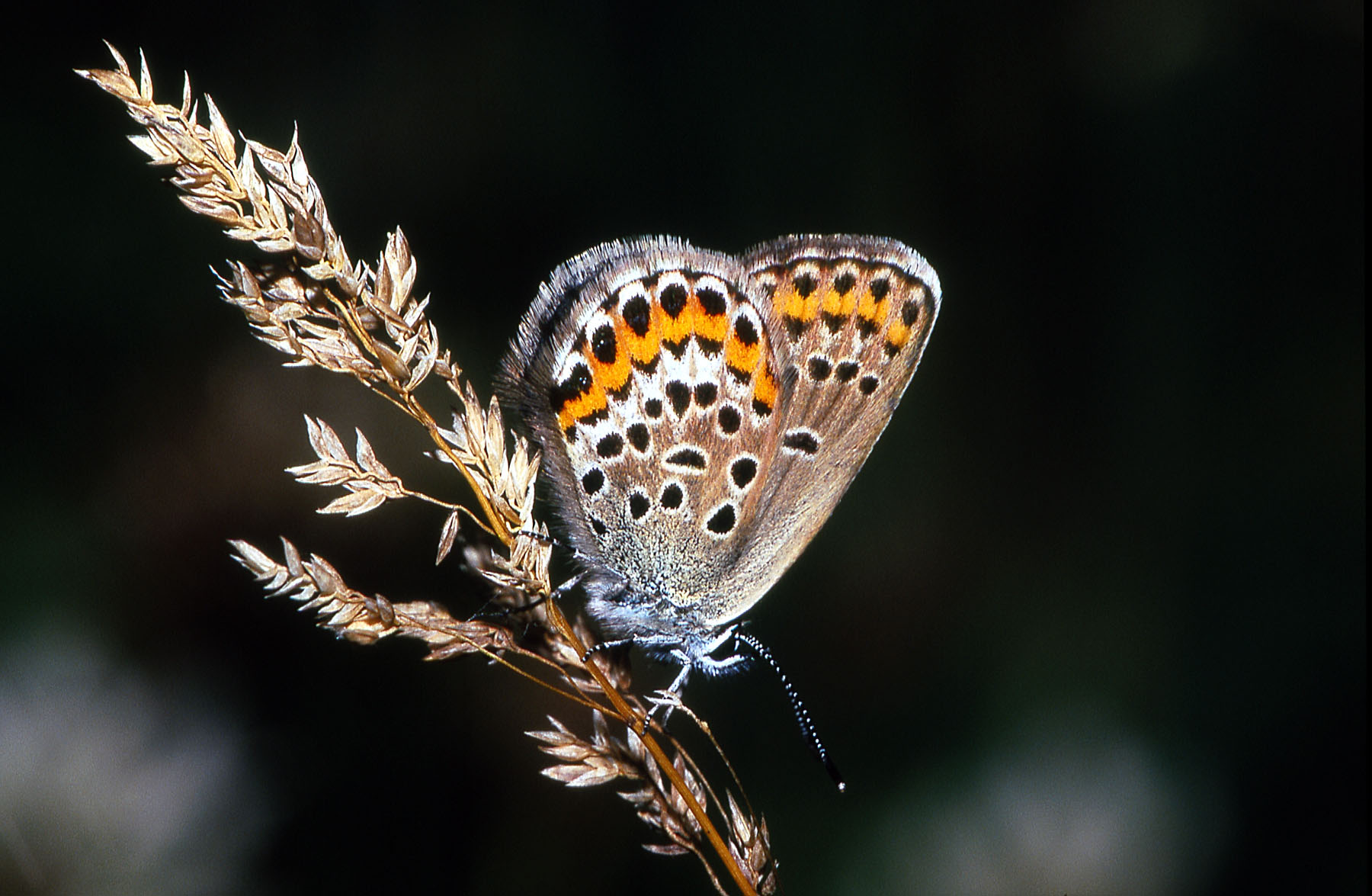
Plebeius argus Heideblauwtje
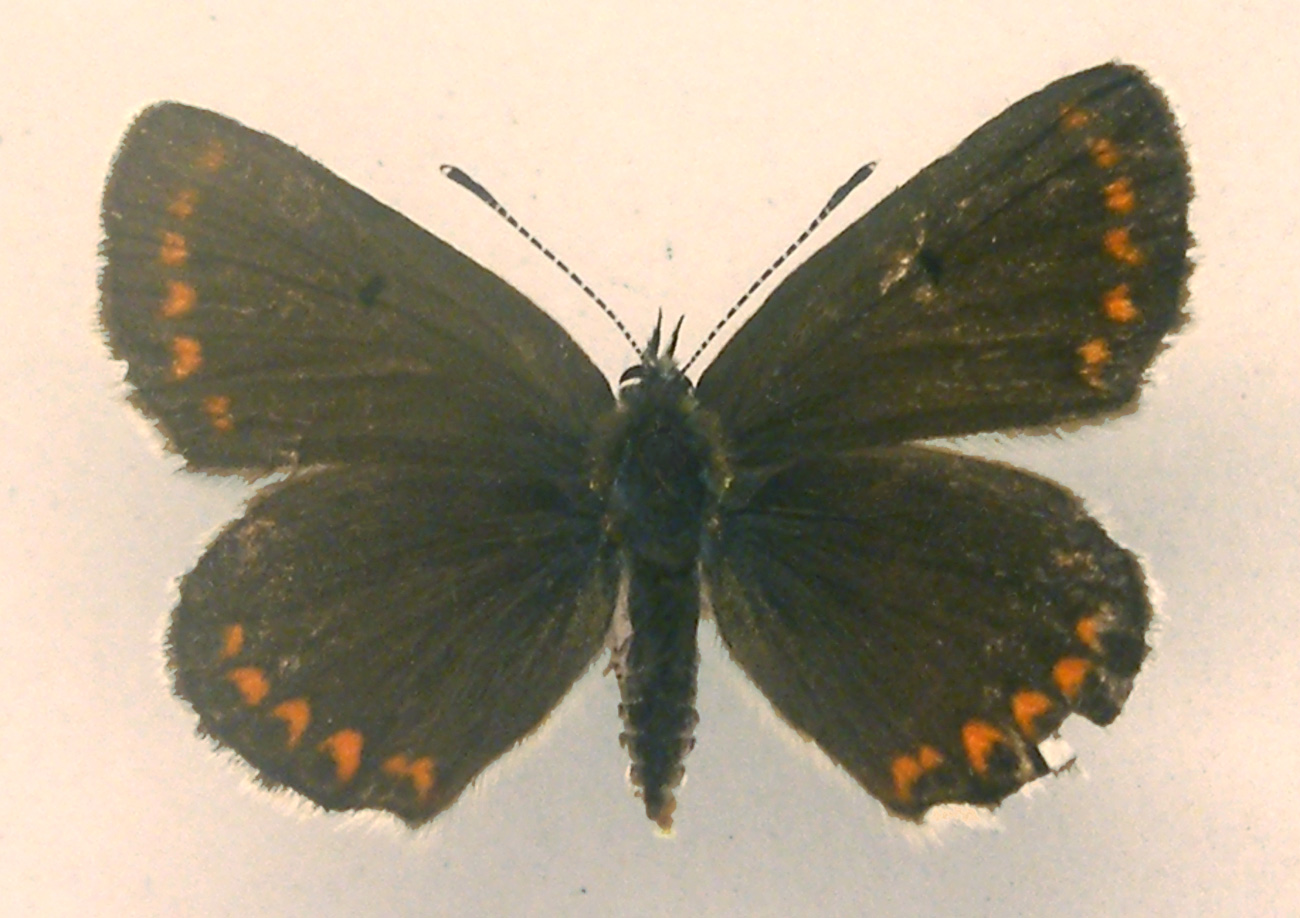
Plebeius artaxerxes Vals bruin blauwtje
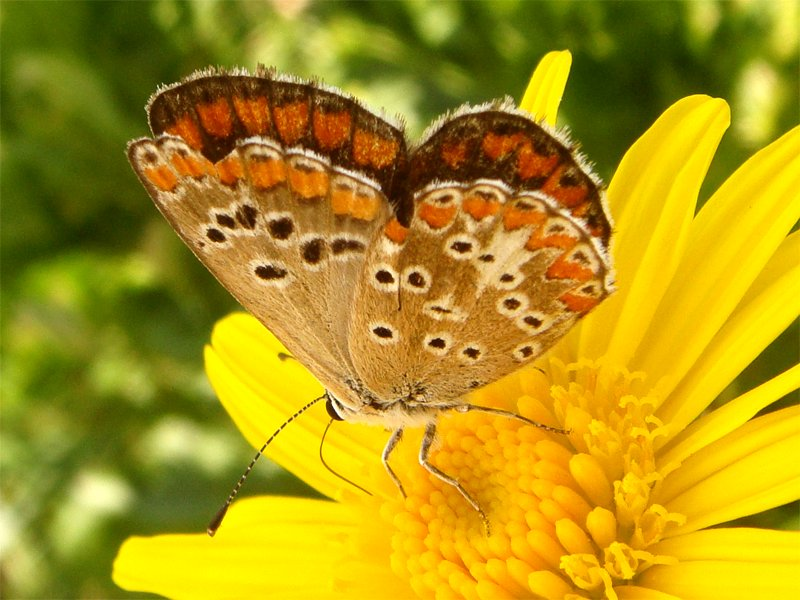
Plebeius cramera Moors bruin blauwtje
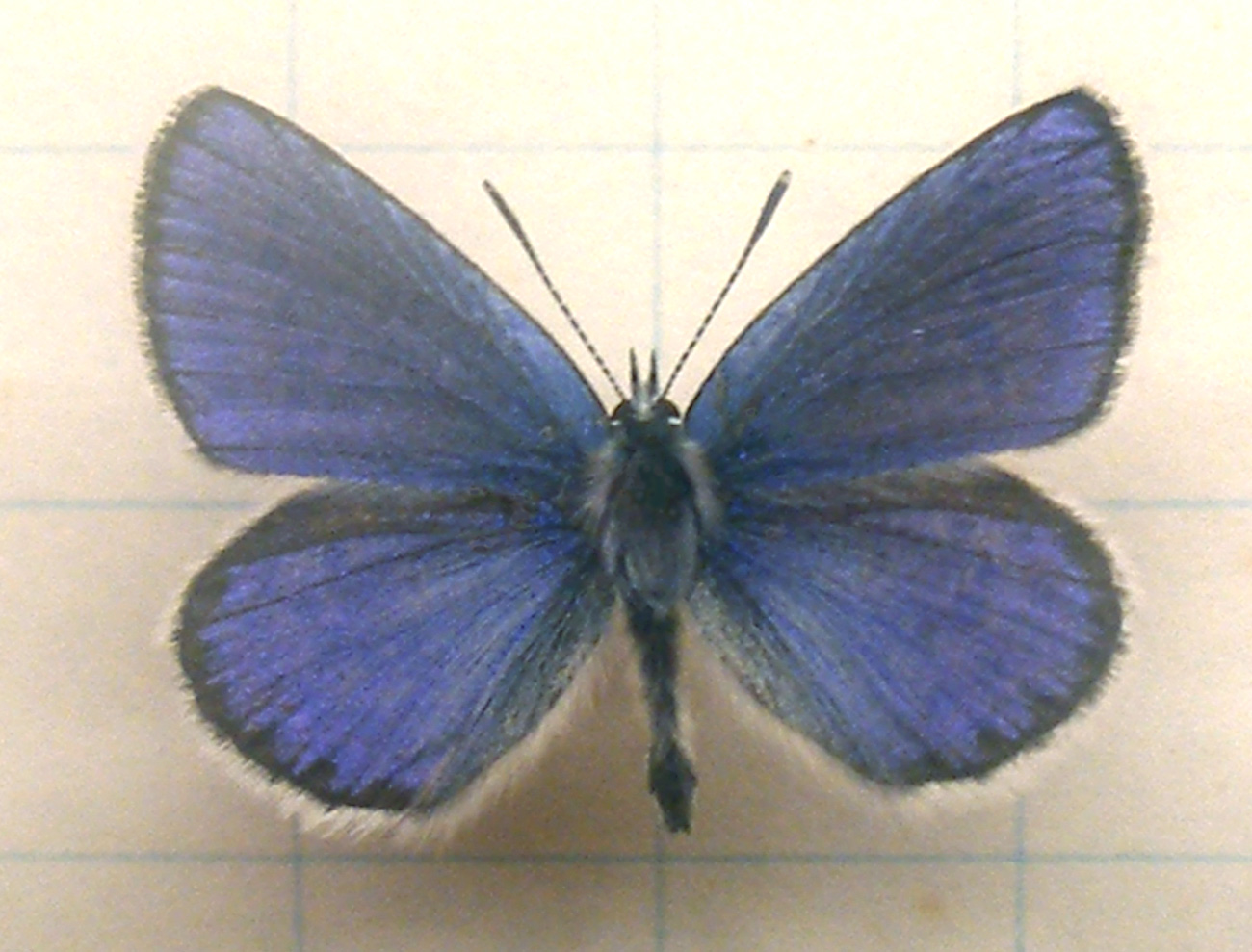
Plebeius idas Vals heideblauwtje
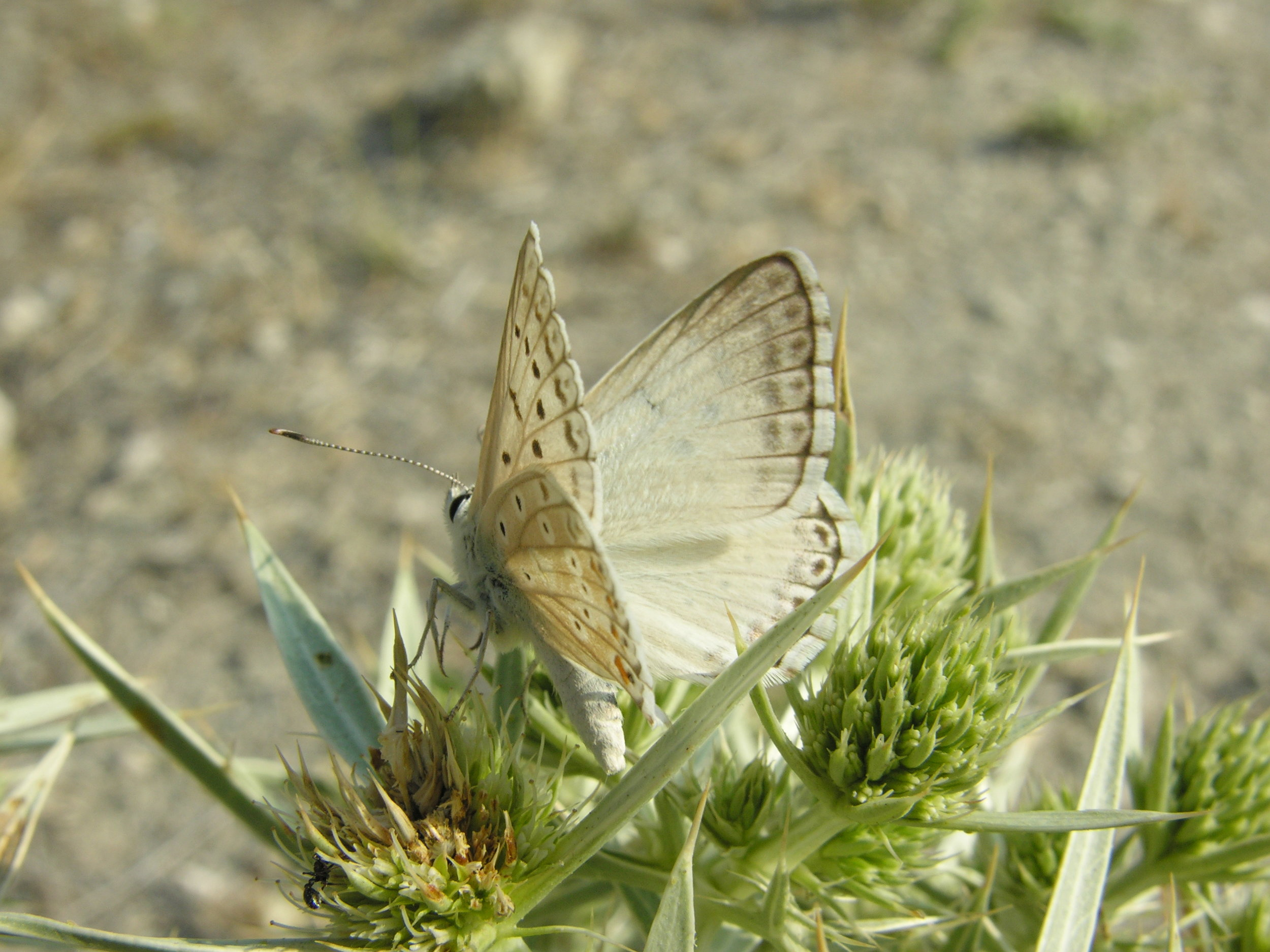
Polyommatus albicans Kwartsblauwtje
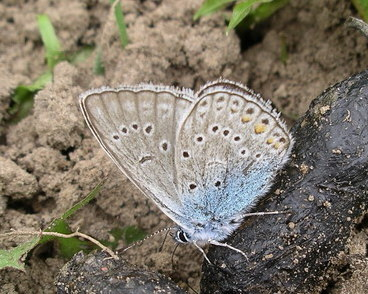
Polyommatus amandus Wikkeblauwtje
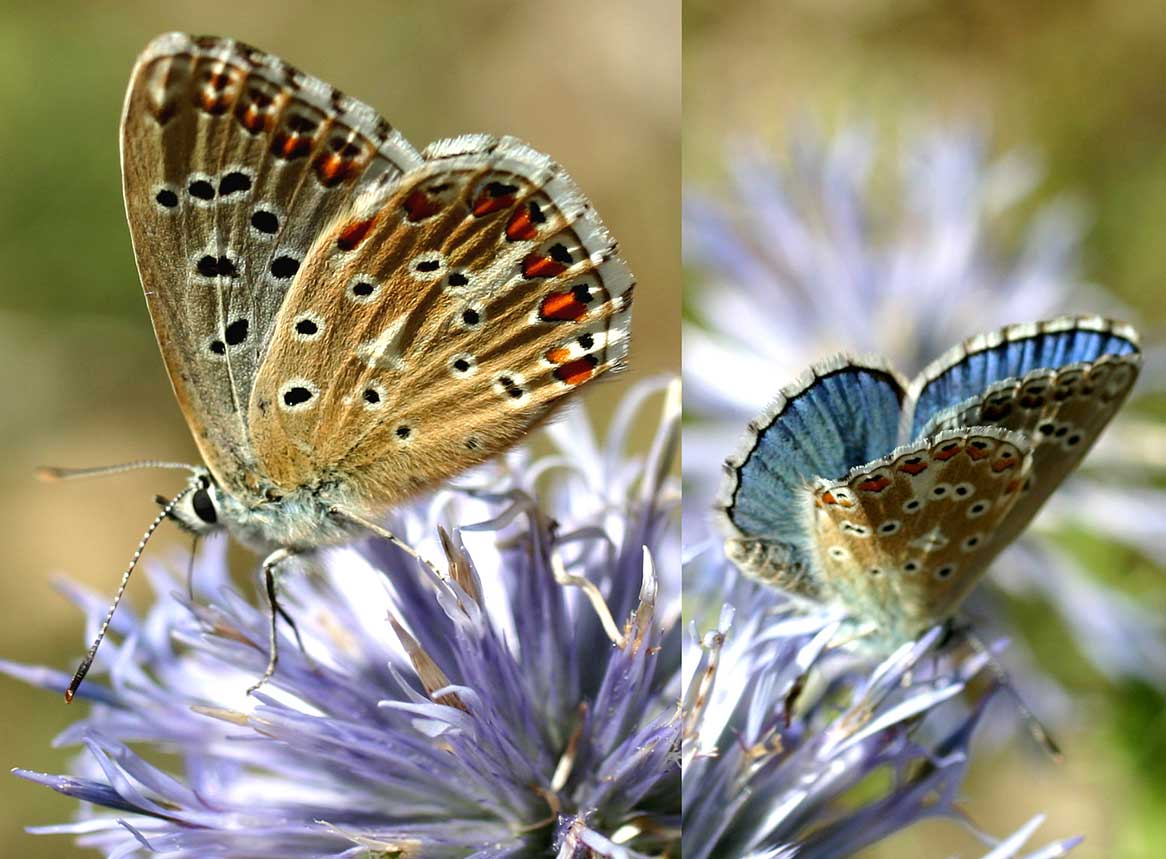
Polyommatus bellargus Adonisblauwtje
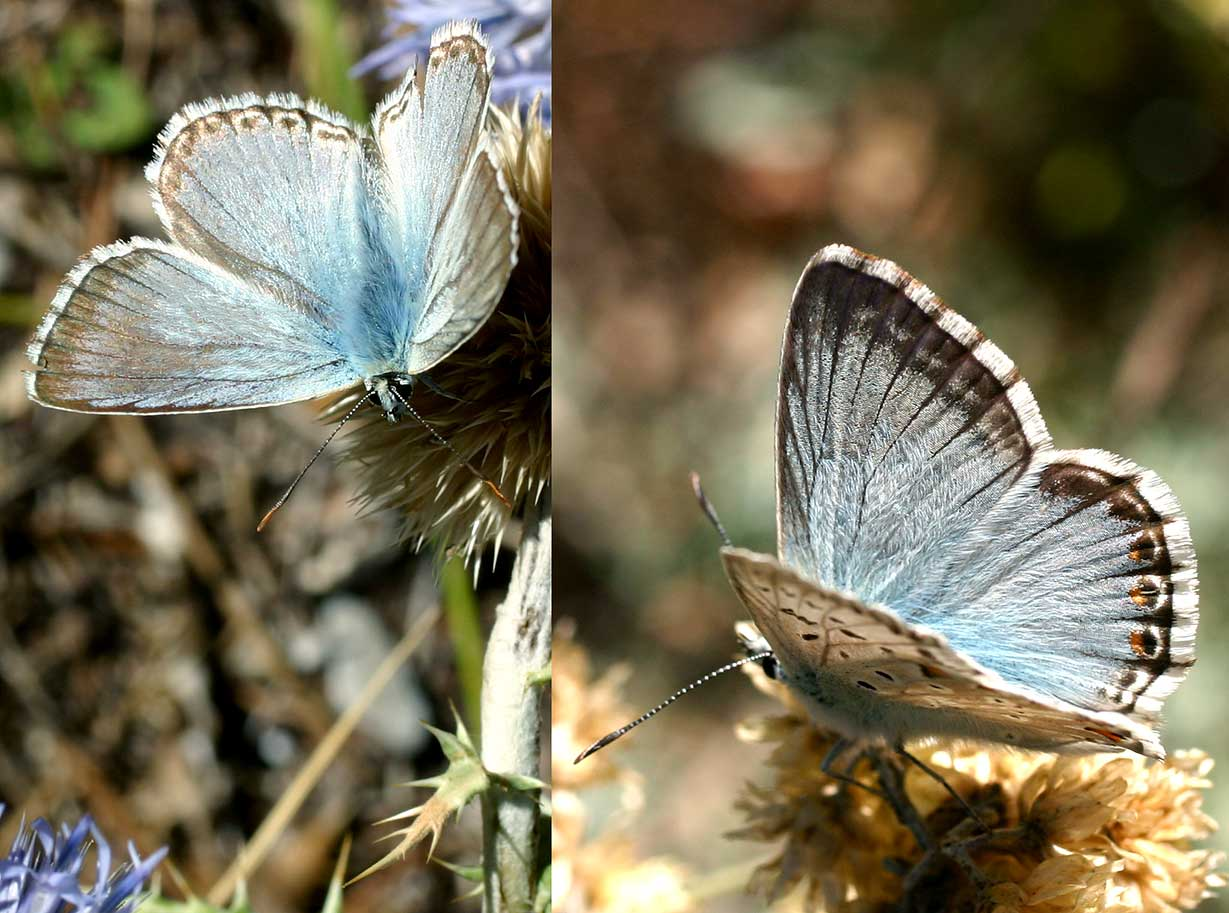
Polyommatus coridon Bleek blauwtje
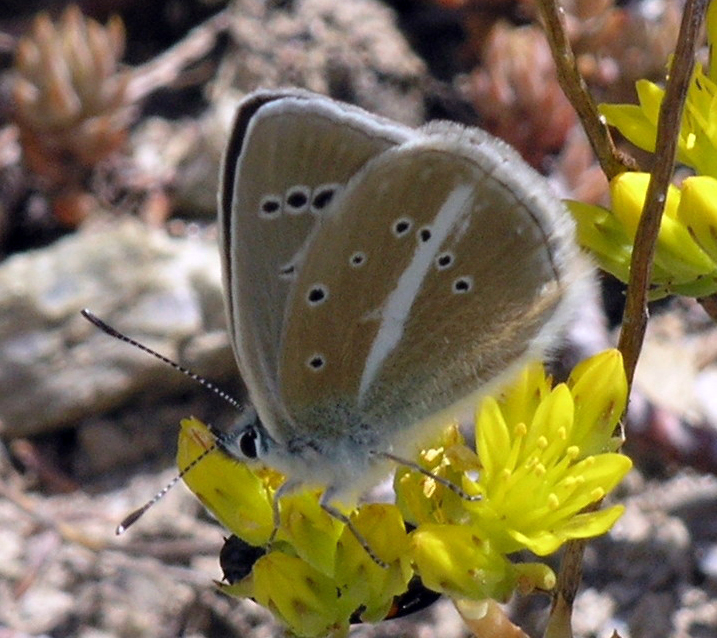
Polyommatus damon Witstreepblauwtje
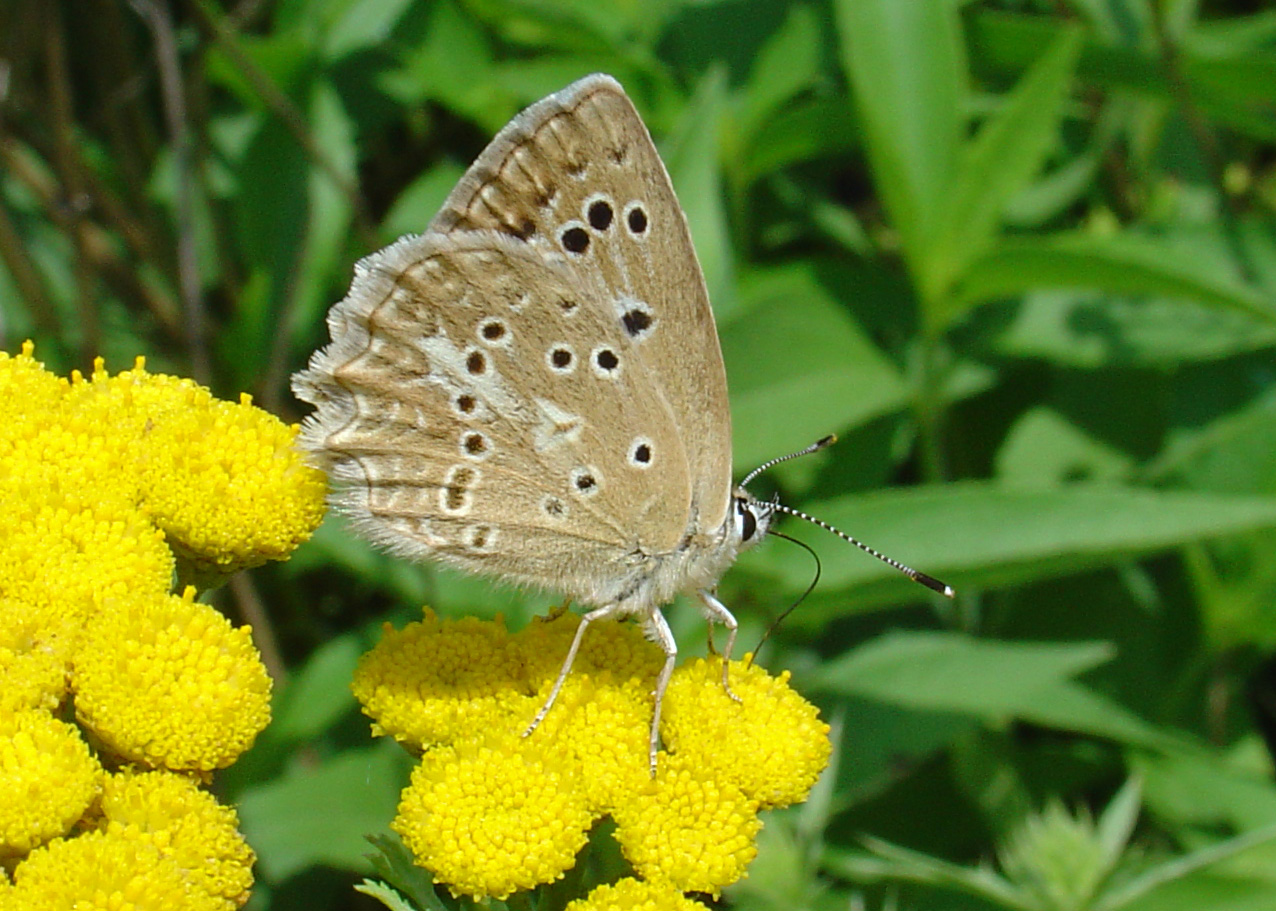
Polyommatus daphnis Getand blauwtje
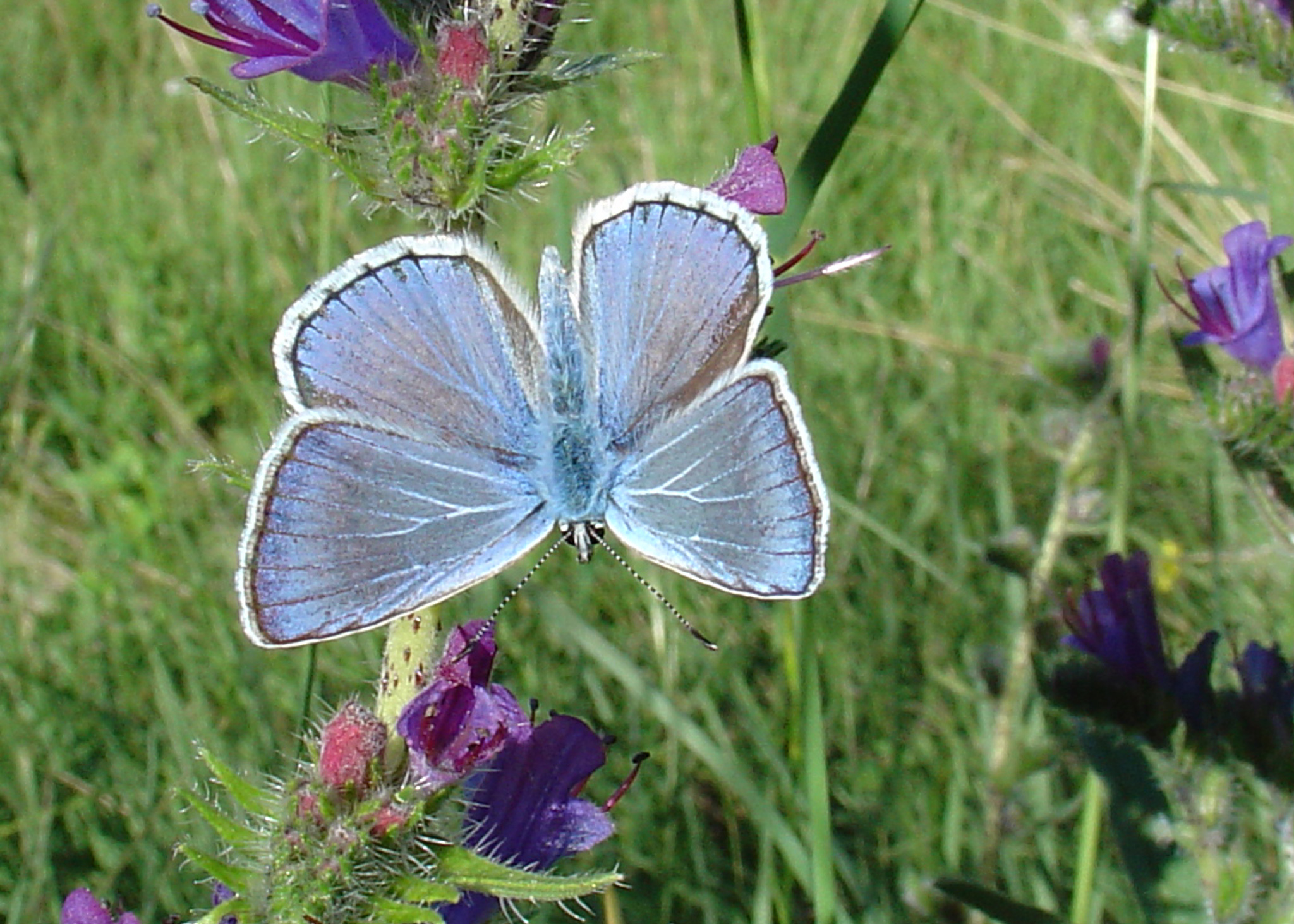
Polyommatus escheri Groot tragantblauwtje
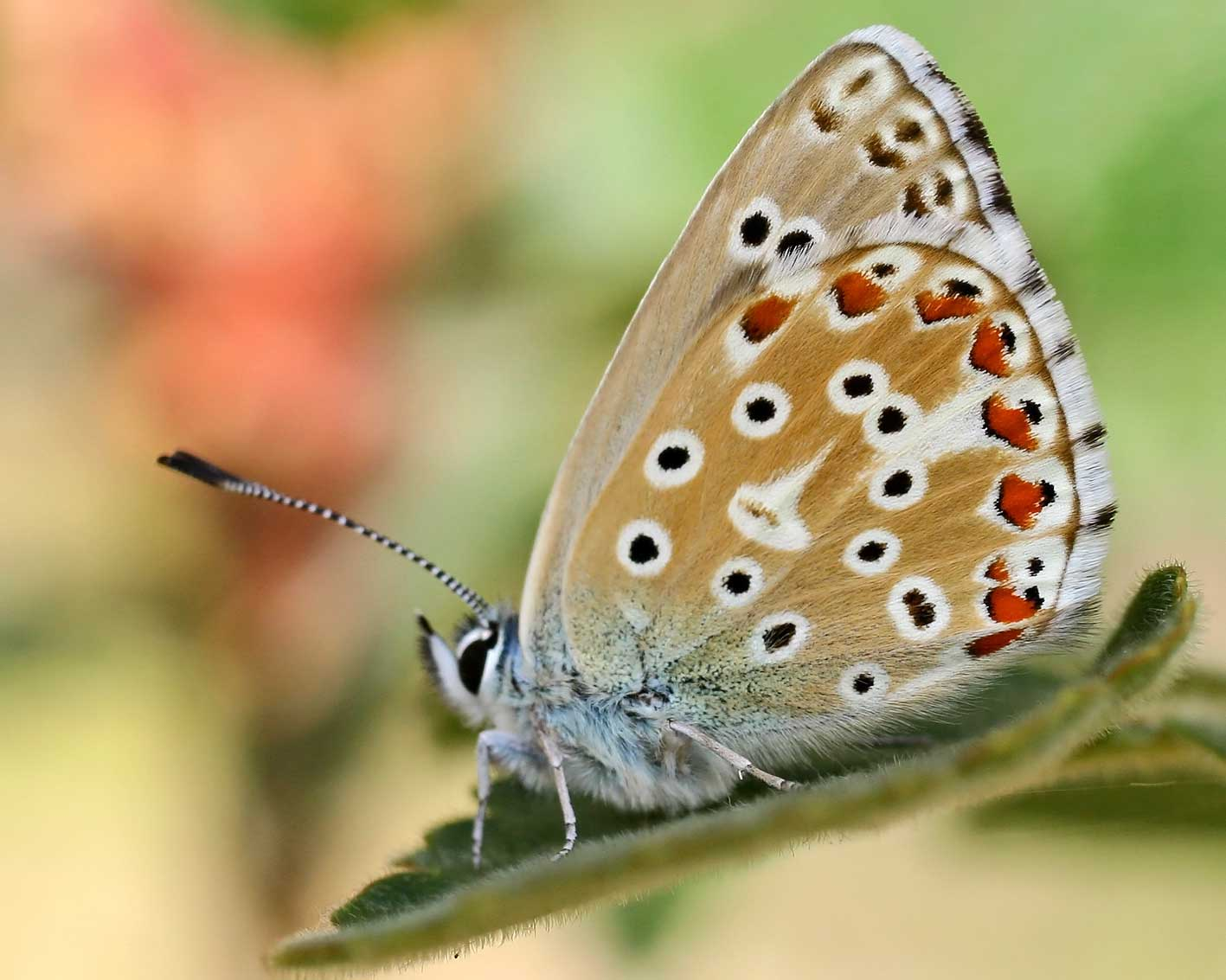
Polyommatus hispana Provençaals bleek blauwtje
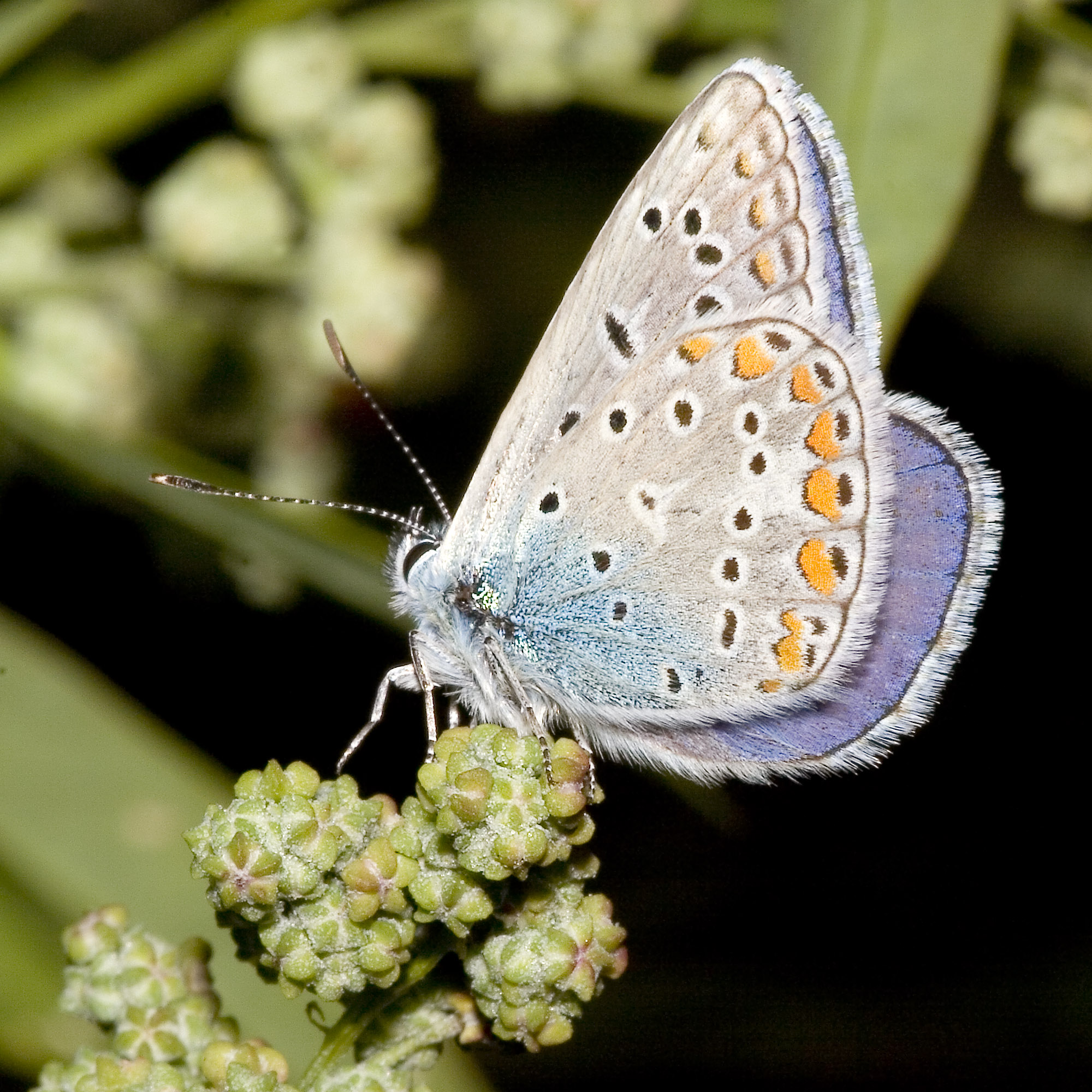
Polyommatus icarus Icarusblauwtje
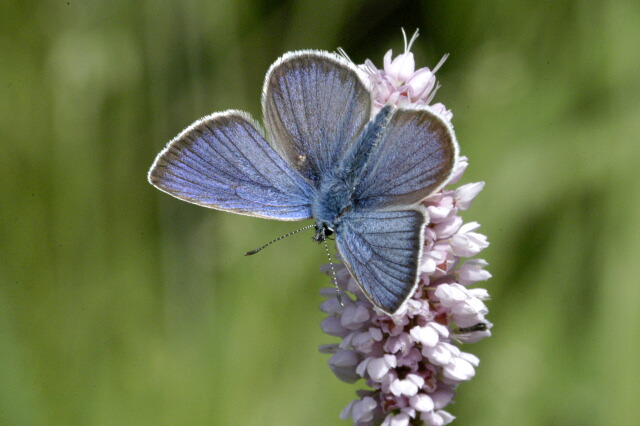
Polyommatus semiargus Klaverblauwtje
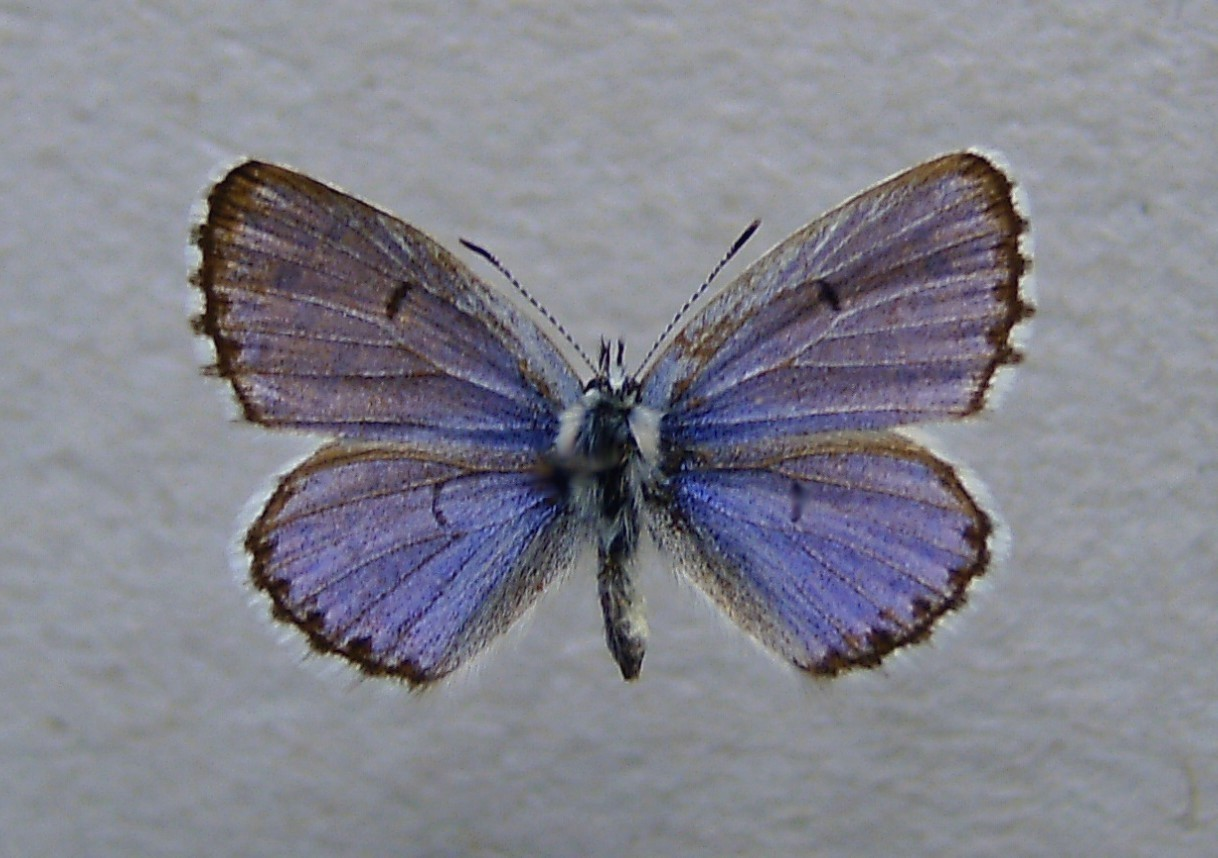
Pseudophilotes vicrama Oostelijk tijmblauwtje
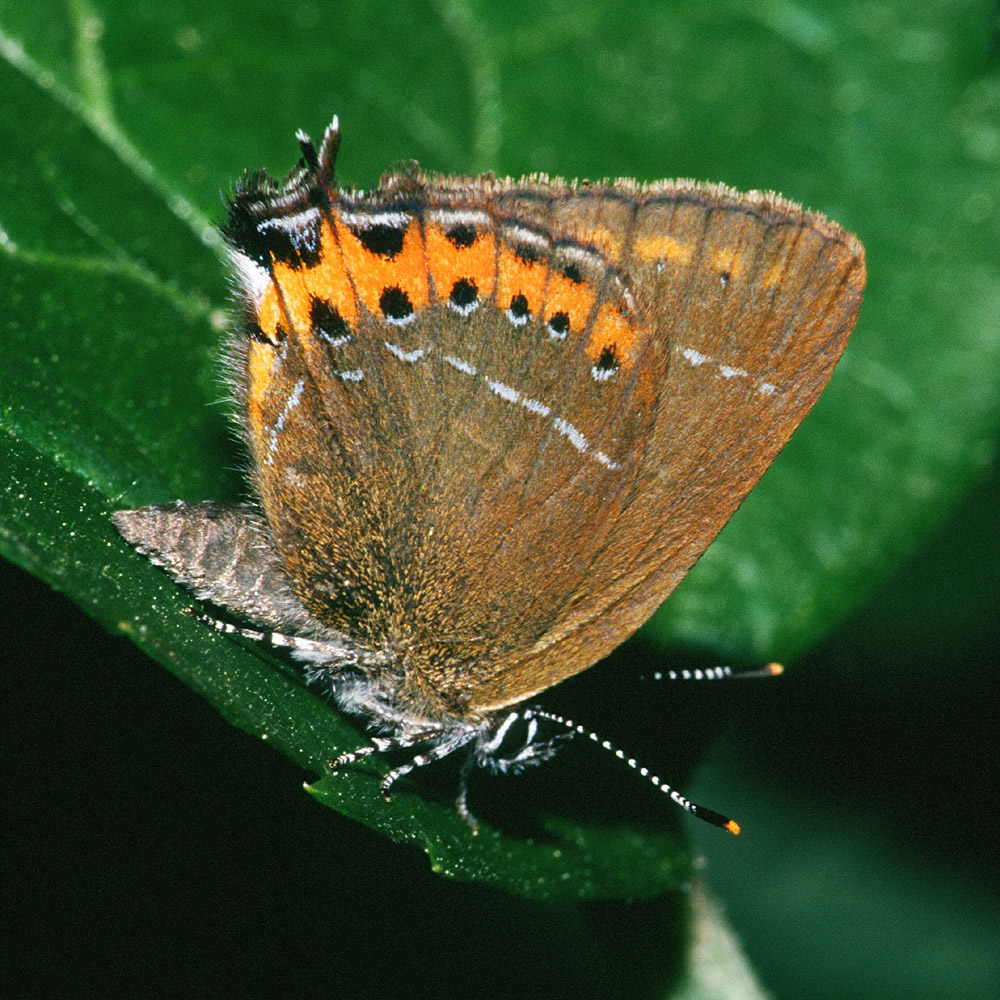
Satyrium pruni Pruimenpage
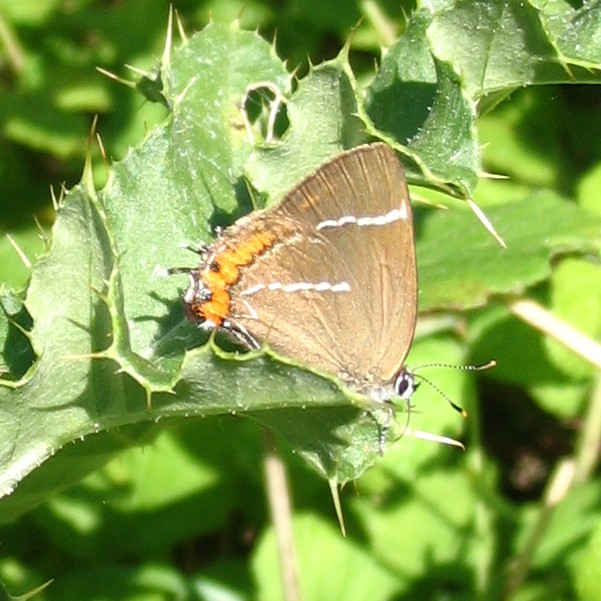
Satyrium w-album Iepenpage
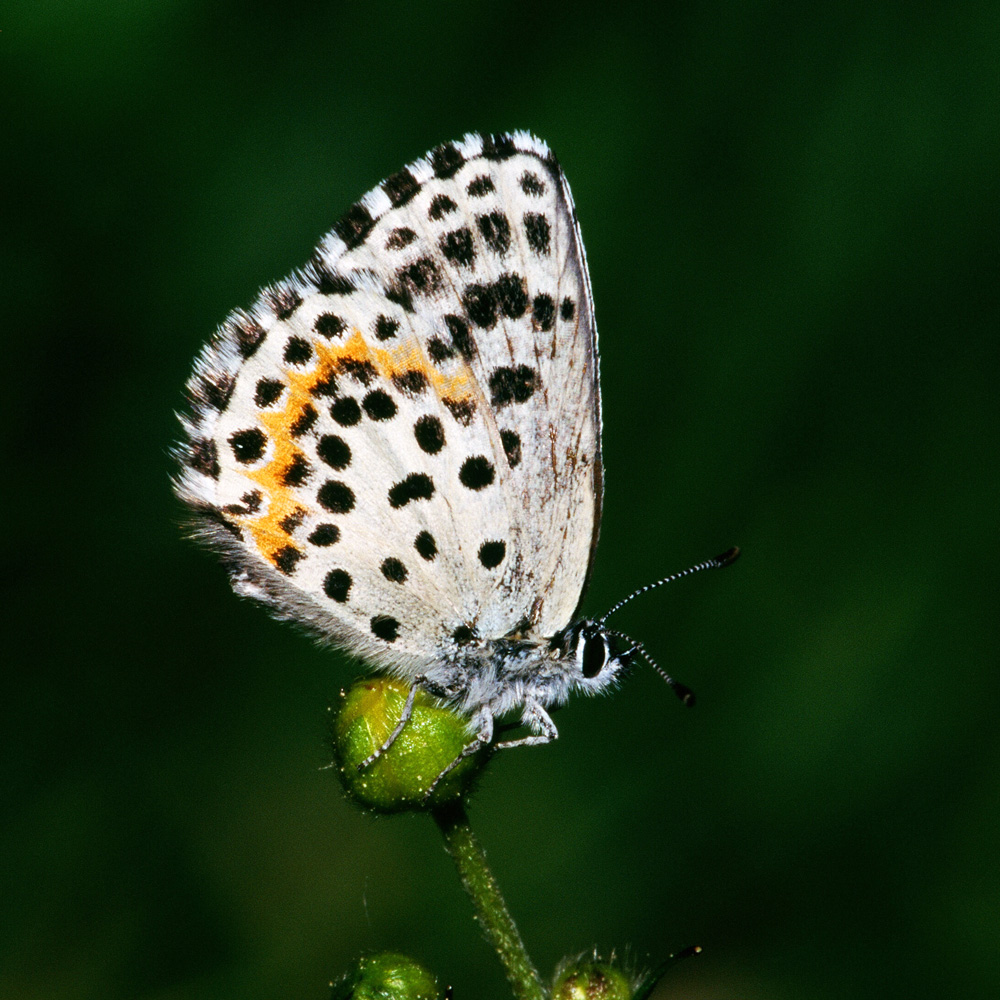
Scolitantides orion Vetkruidblauwtje
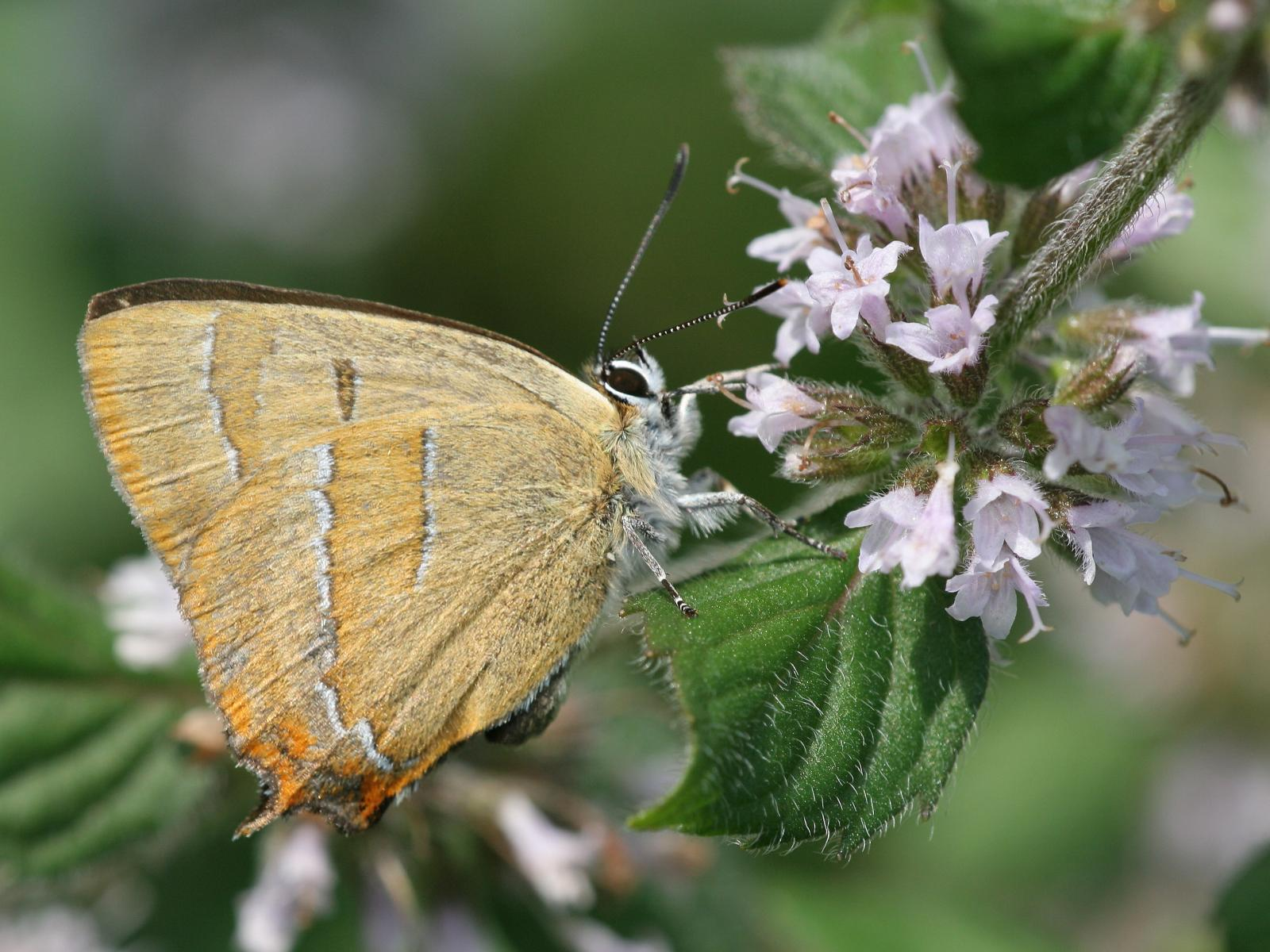
Thecla betulae Sleedoornpage
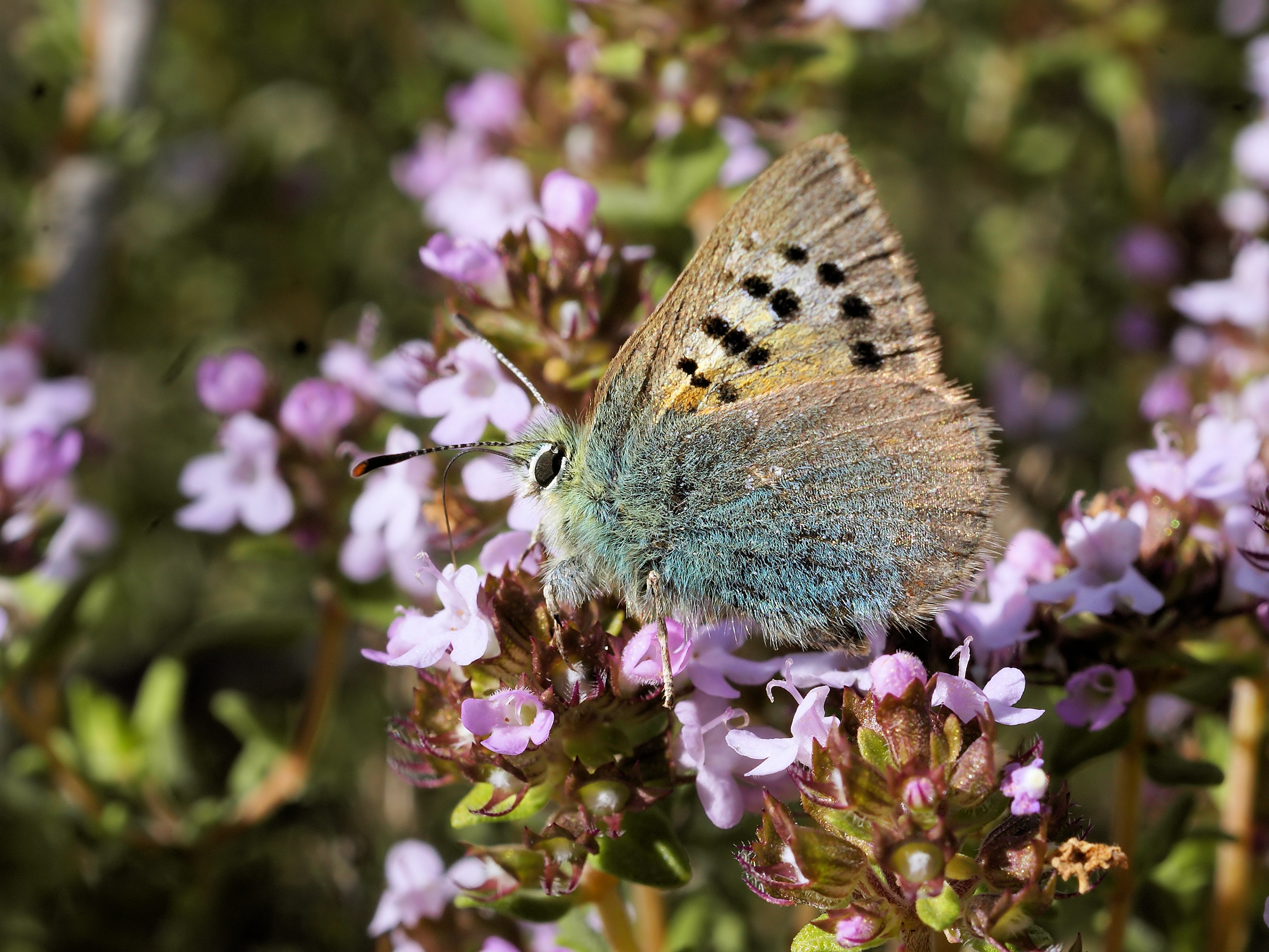
Tomares ballus Groene klaverpage
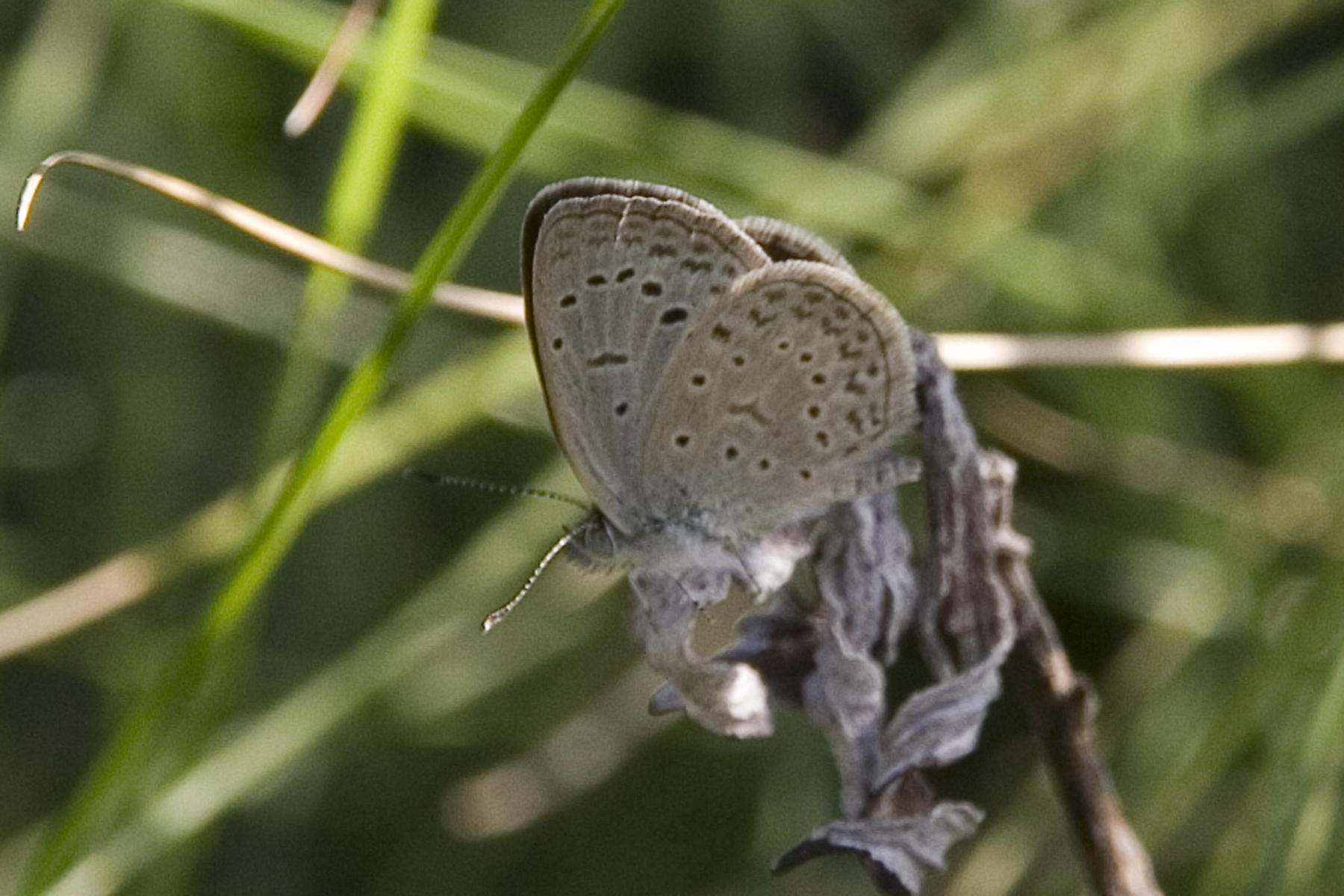
Zizeeria knysna Amethistblauwtje

### Overige soorten

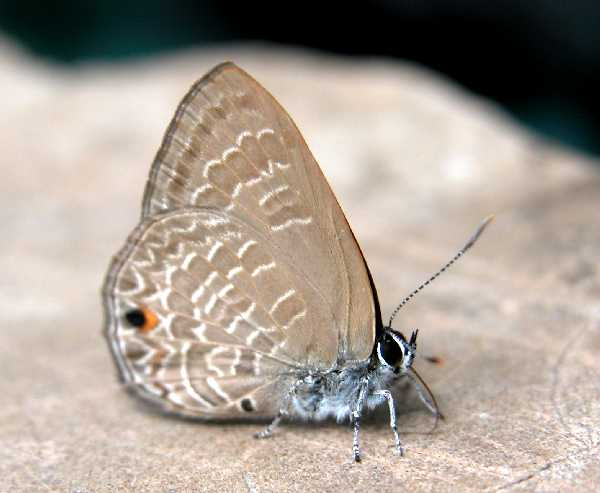
Anthene emolus
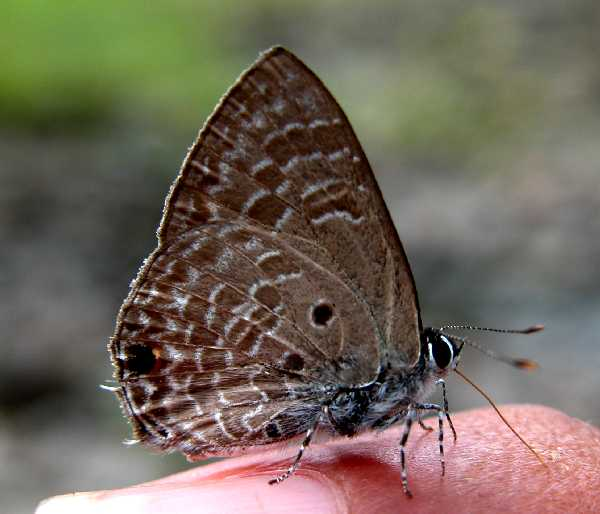
Anthene lycaenina
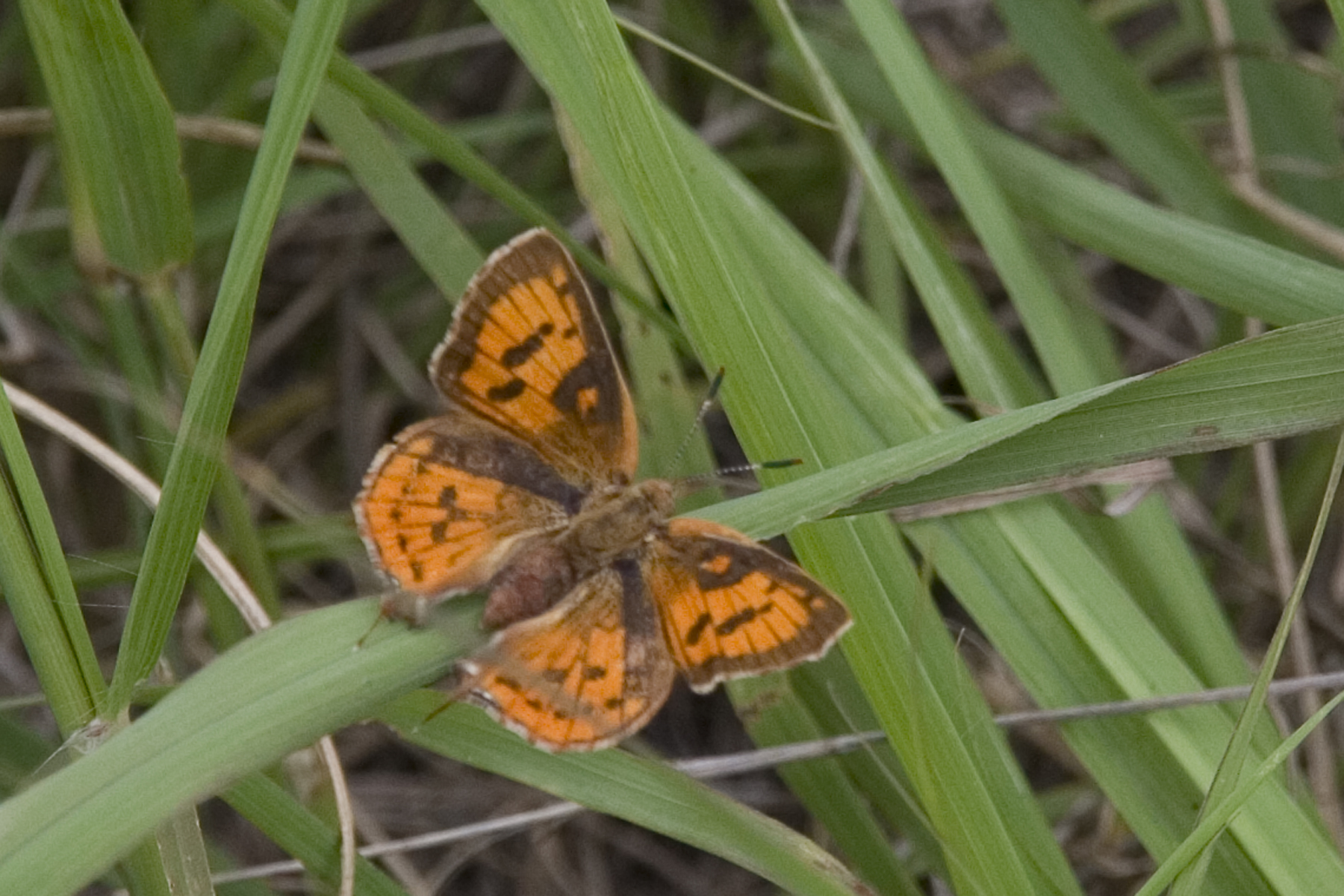
Axiocerces tjoane
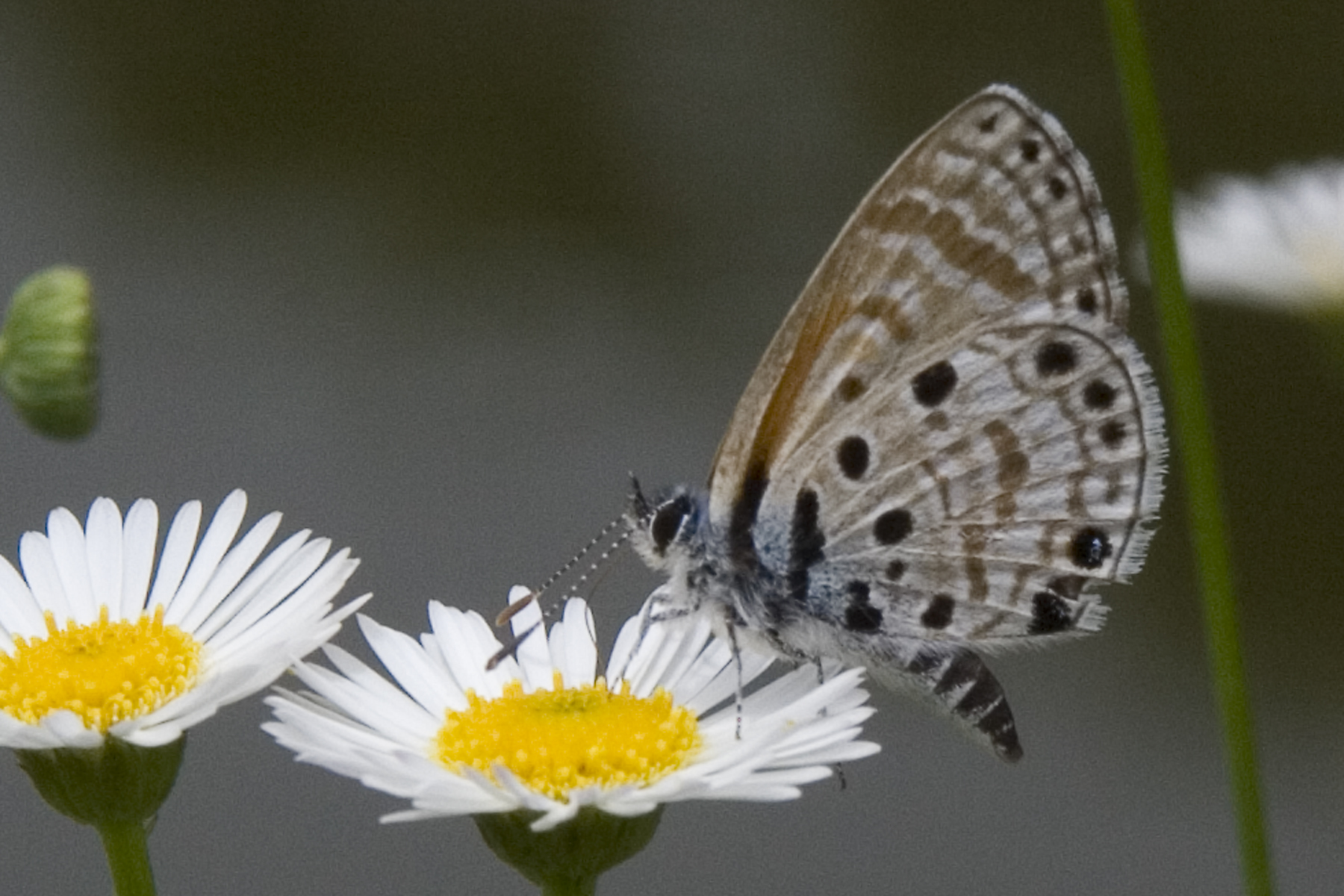
Azanus jesous
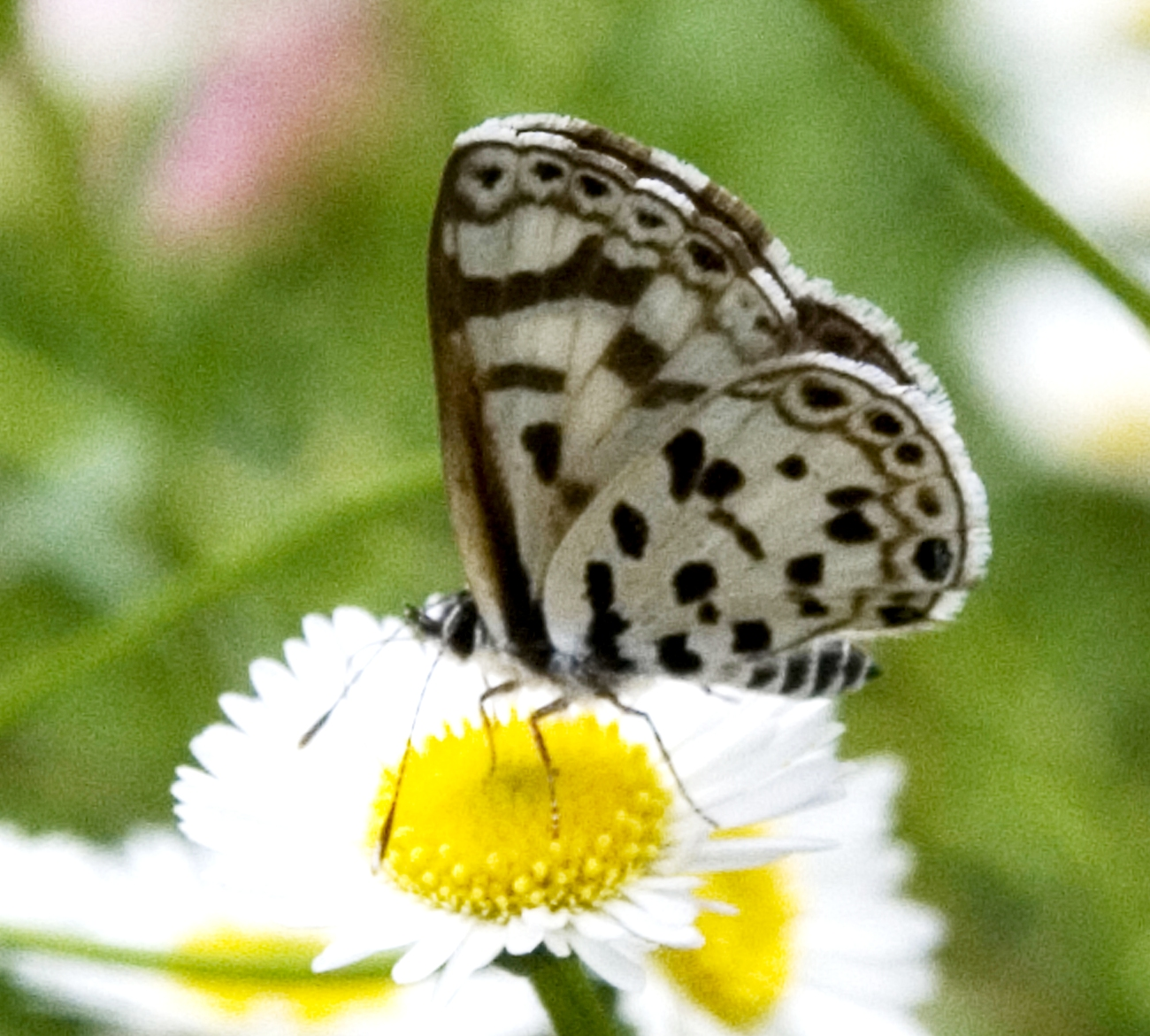
Azanus natalensis
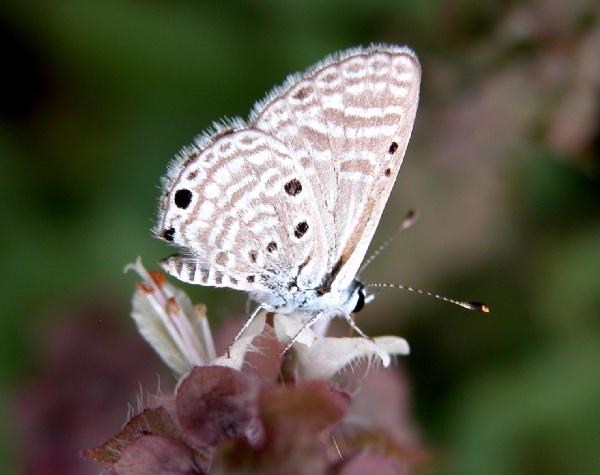
Azanus ubaldus
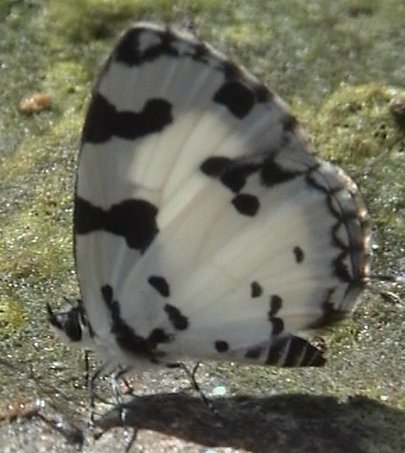
Caleta caleta
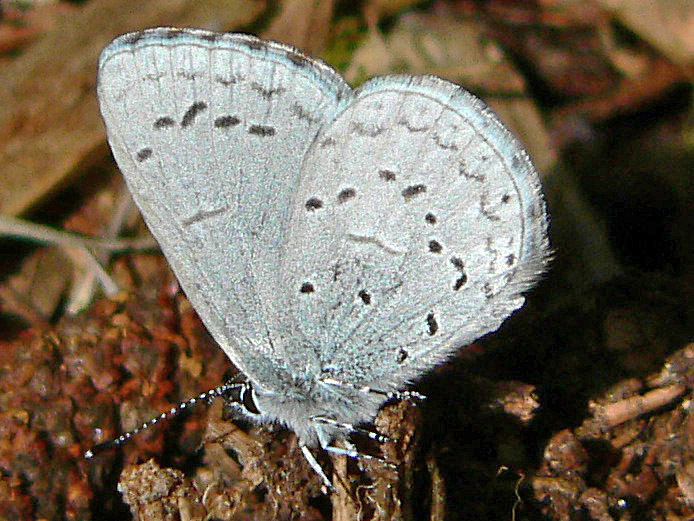
Celastrina ladon
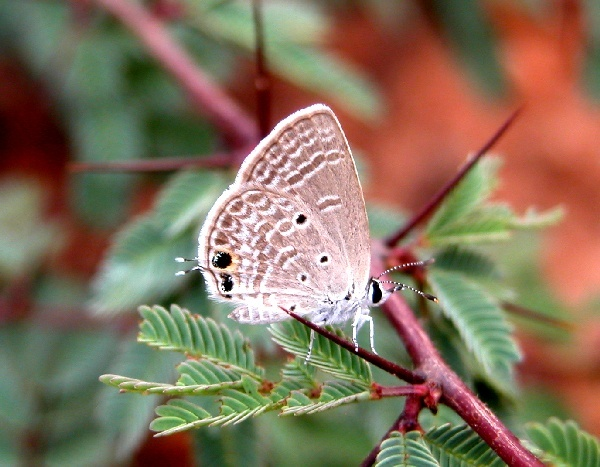
Chilades contracta
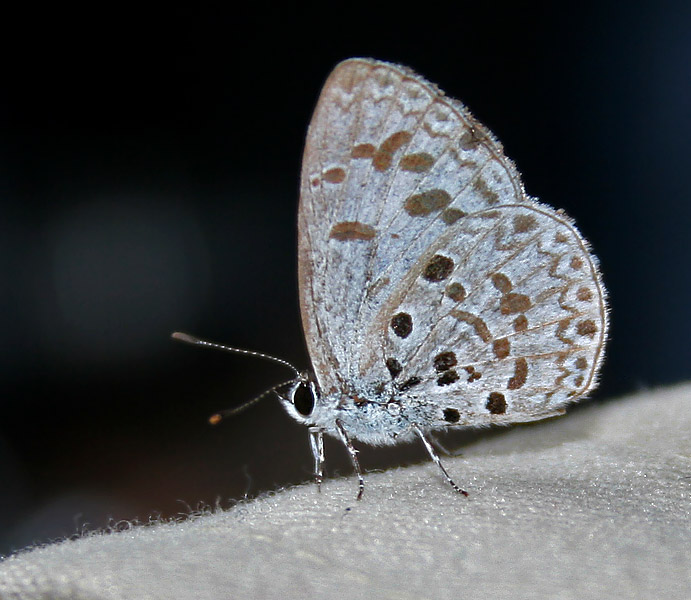
Chilades laius
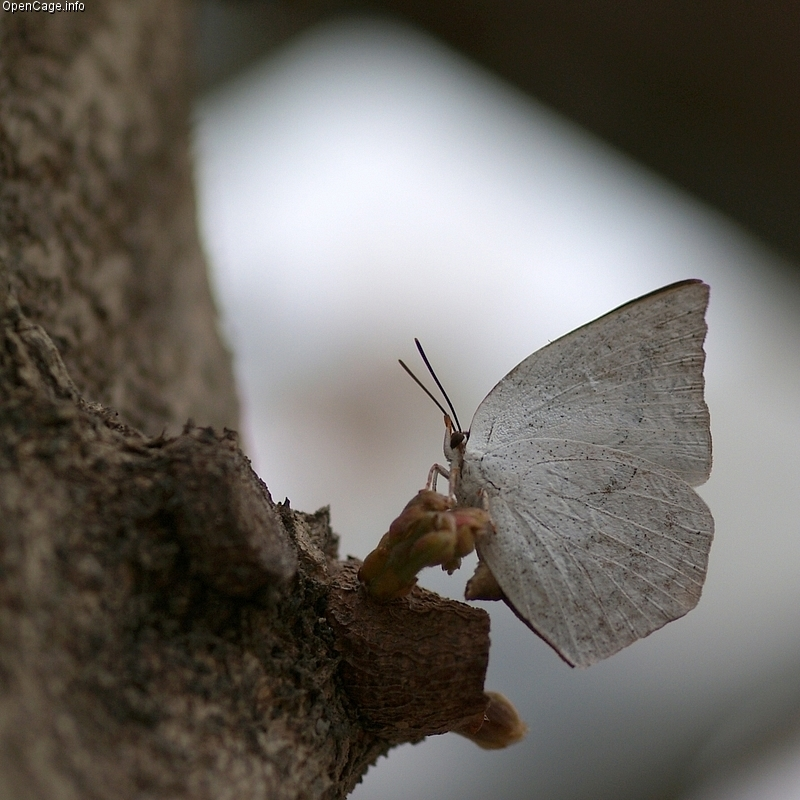
Curetis acuta
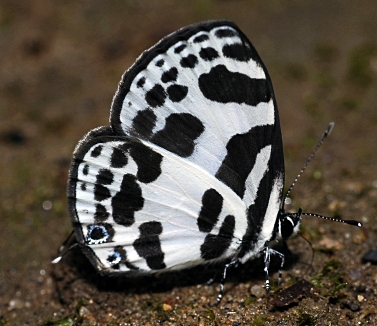
Discolampa ethion
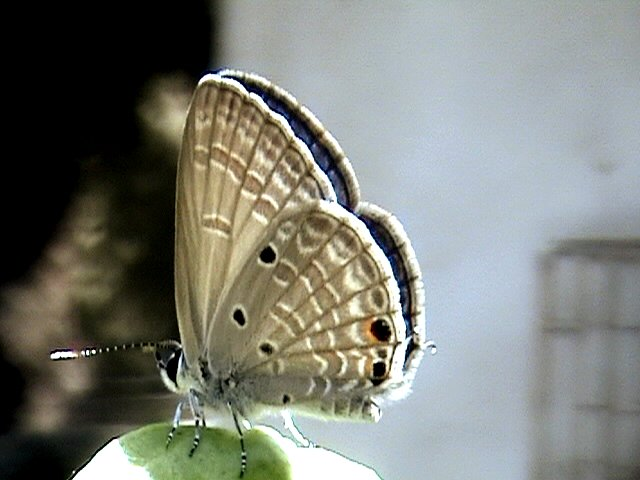
Edales pandava
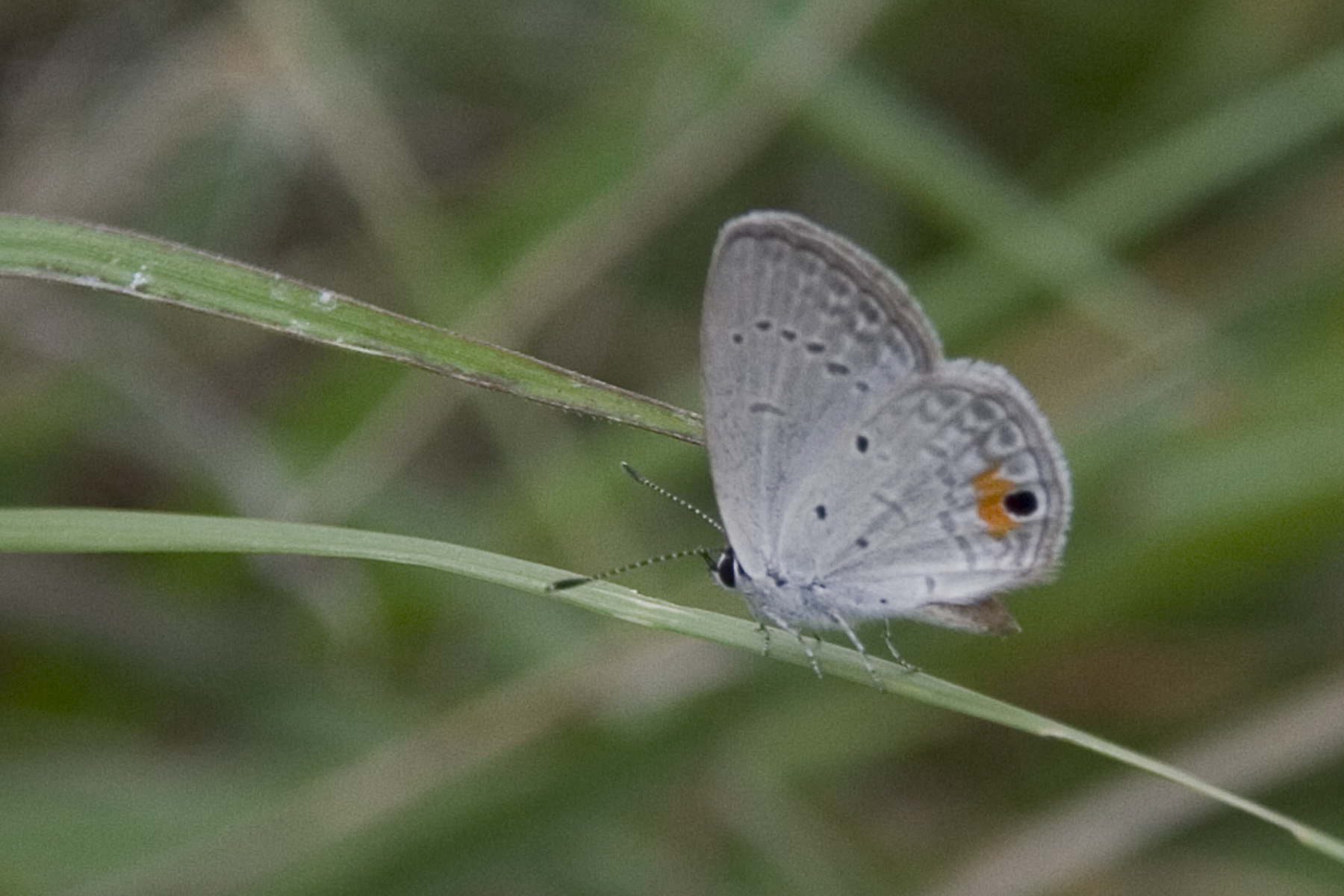
Eicochrysops messapus
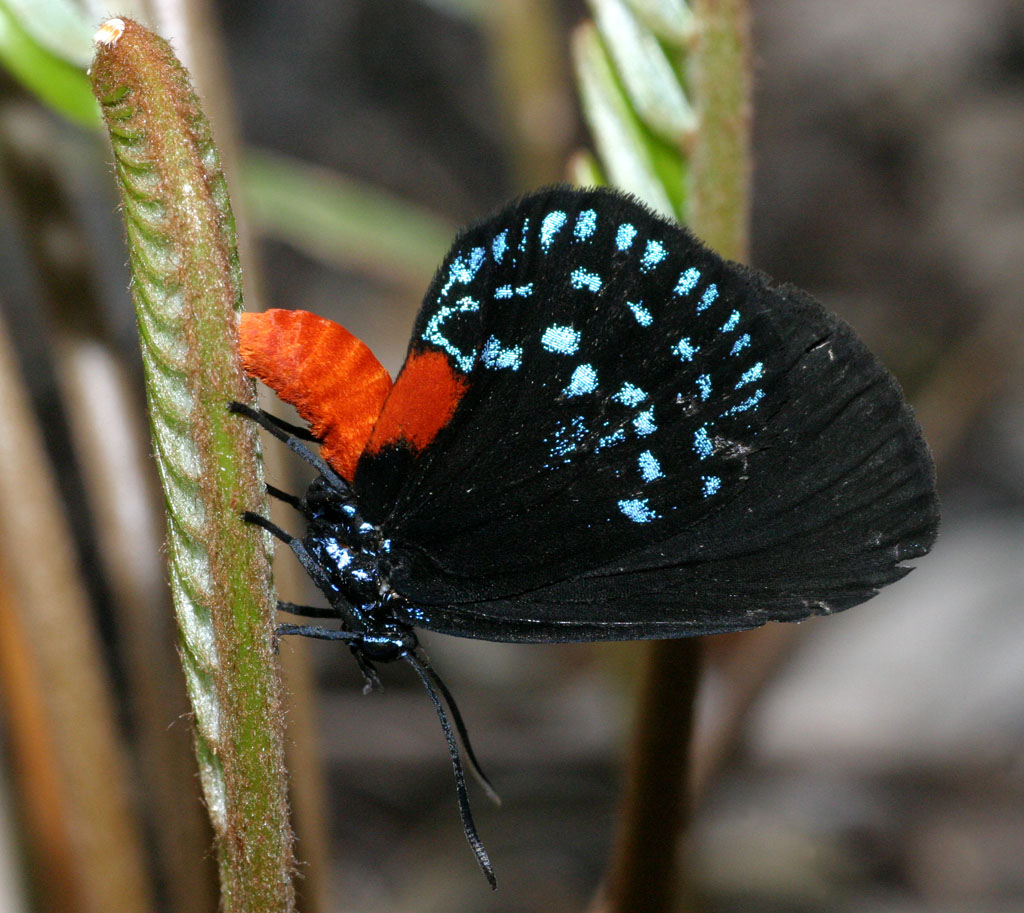
Eumaeus atala
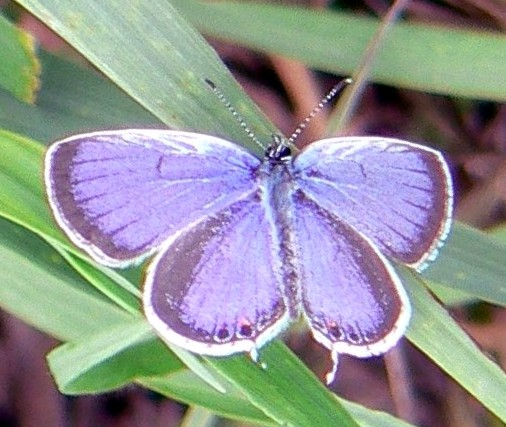
Everes comyntas
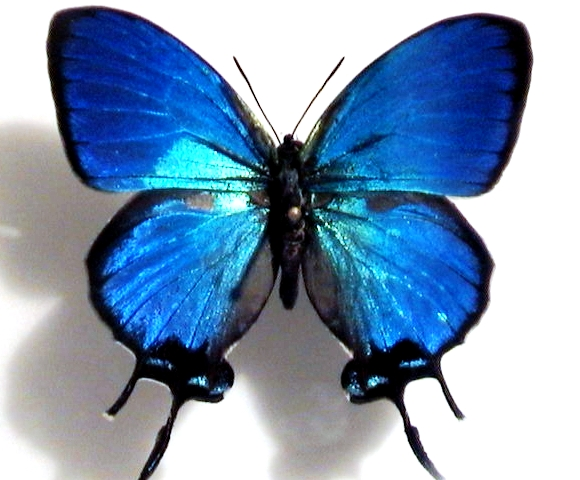
Evenus coronatus
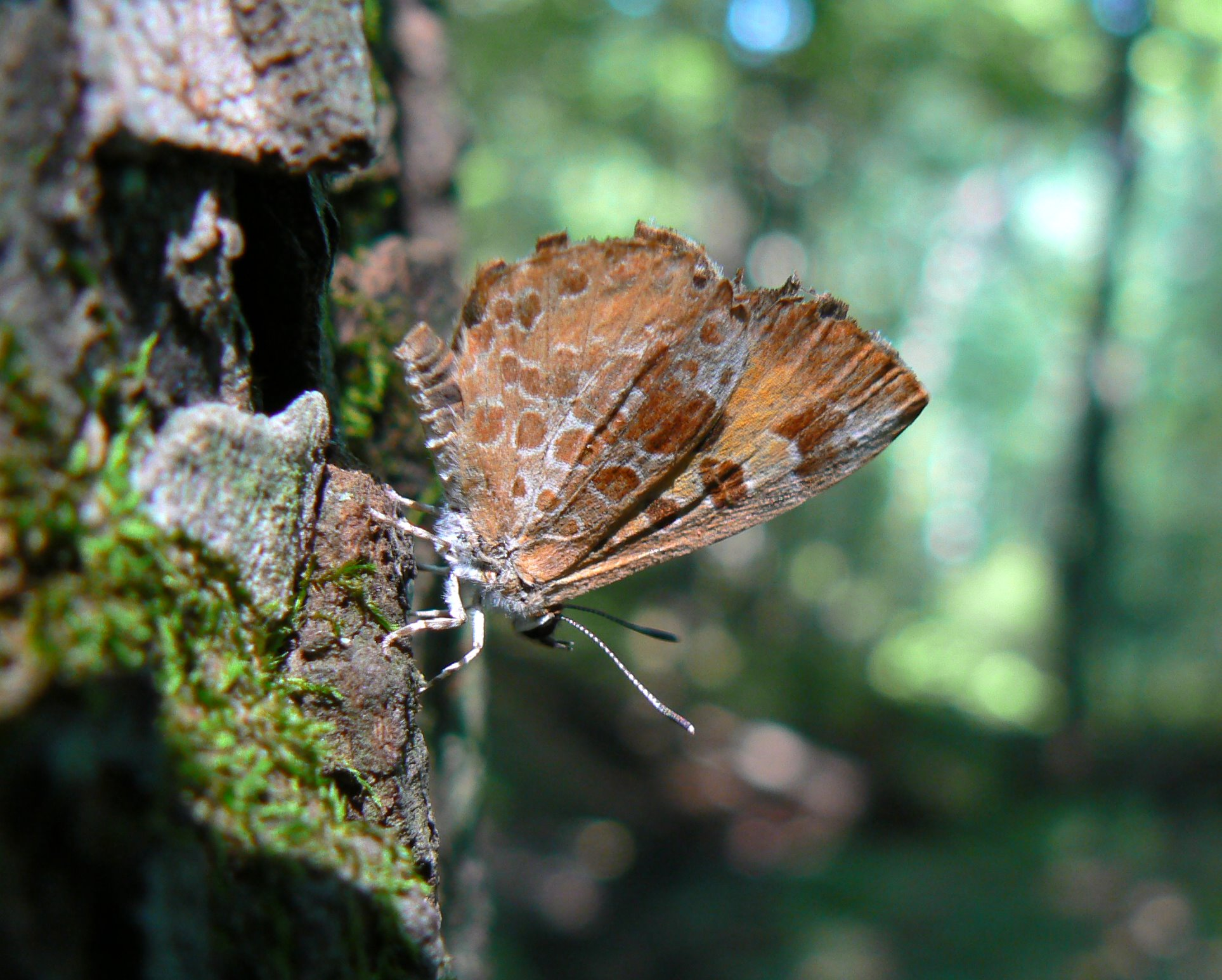
Feniseca tarquinius
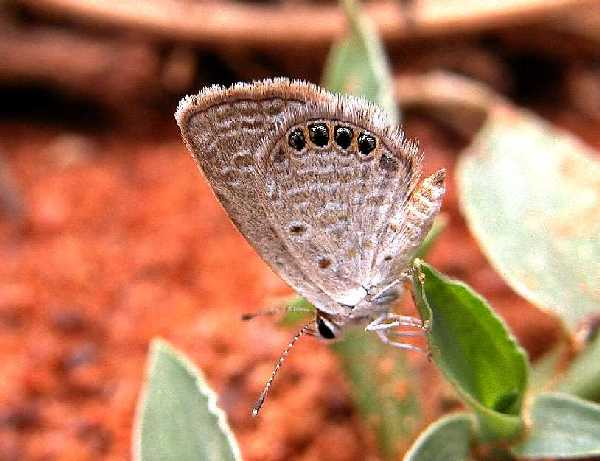
Freyeria trochylus
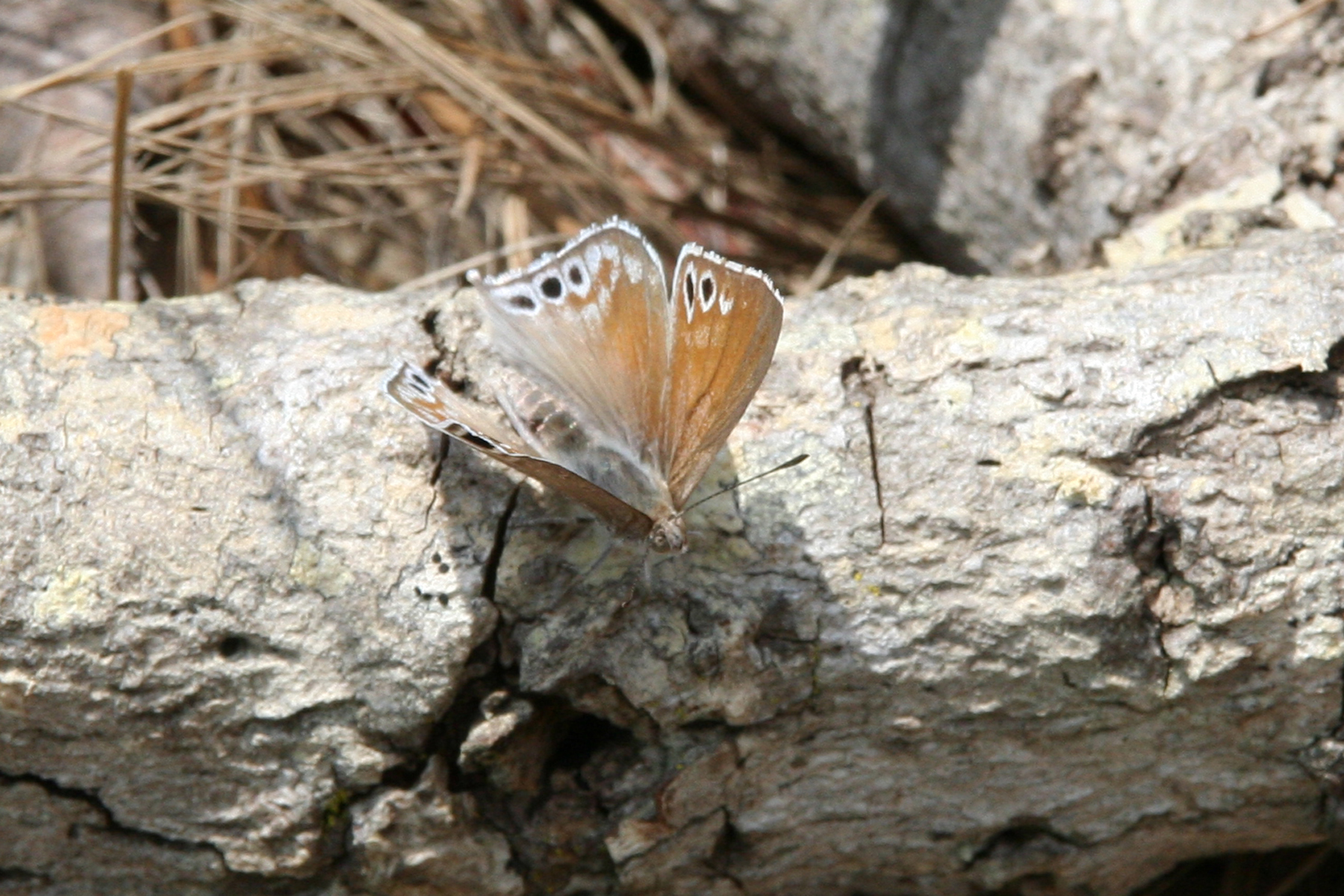
Gonamyrina gorgias
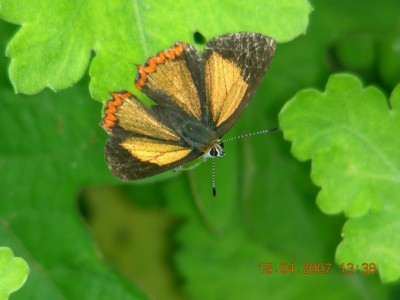
Heliophorus brahma
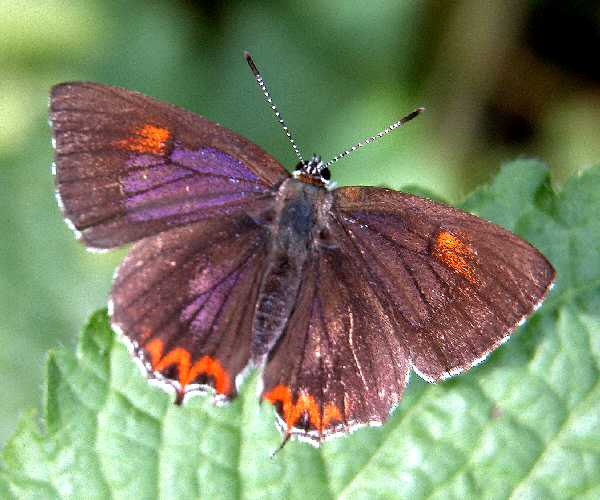
Heliophorus epicles
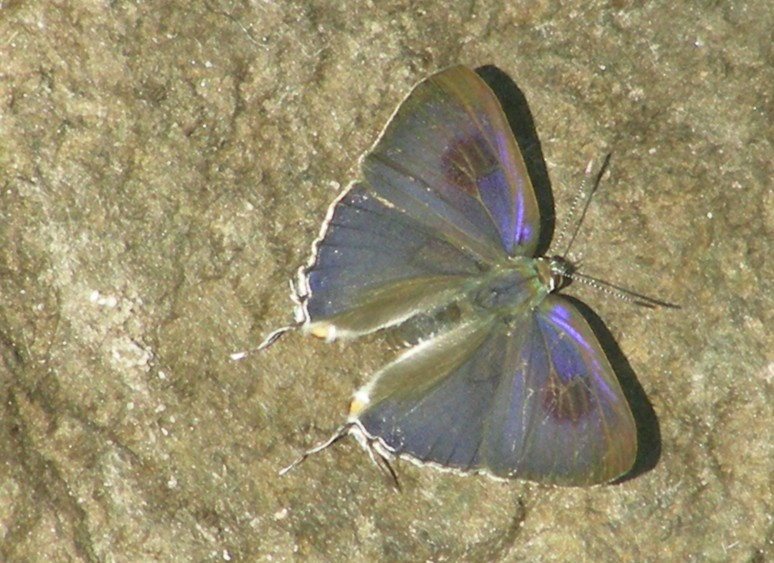
Hypolycaena erylus
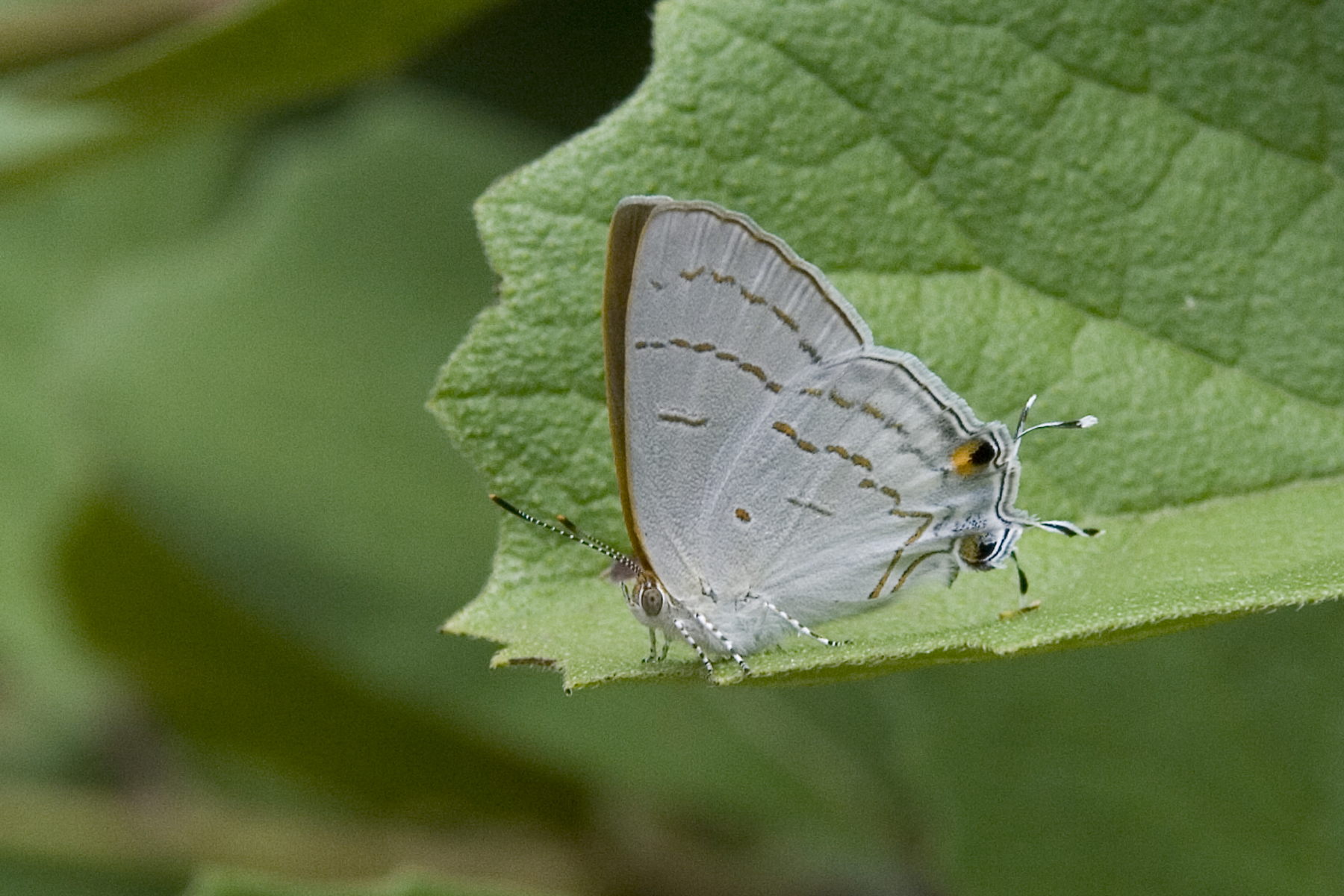
Hypolycaena philippus
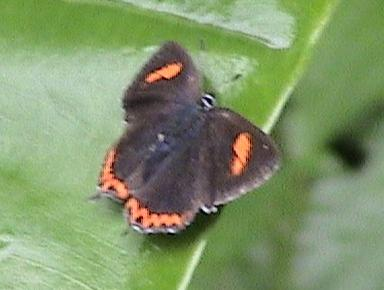
Heliophorus ila
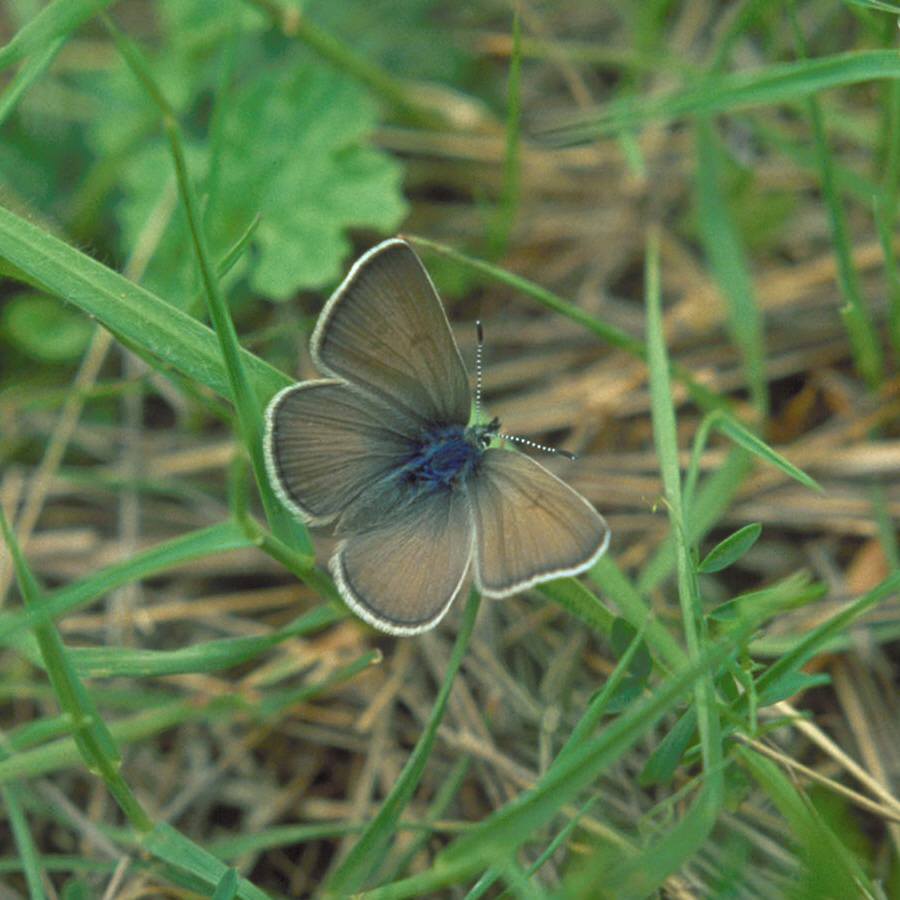
Icaricia icarioides
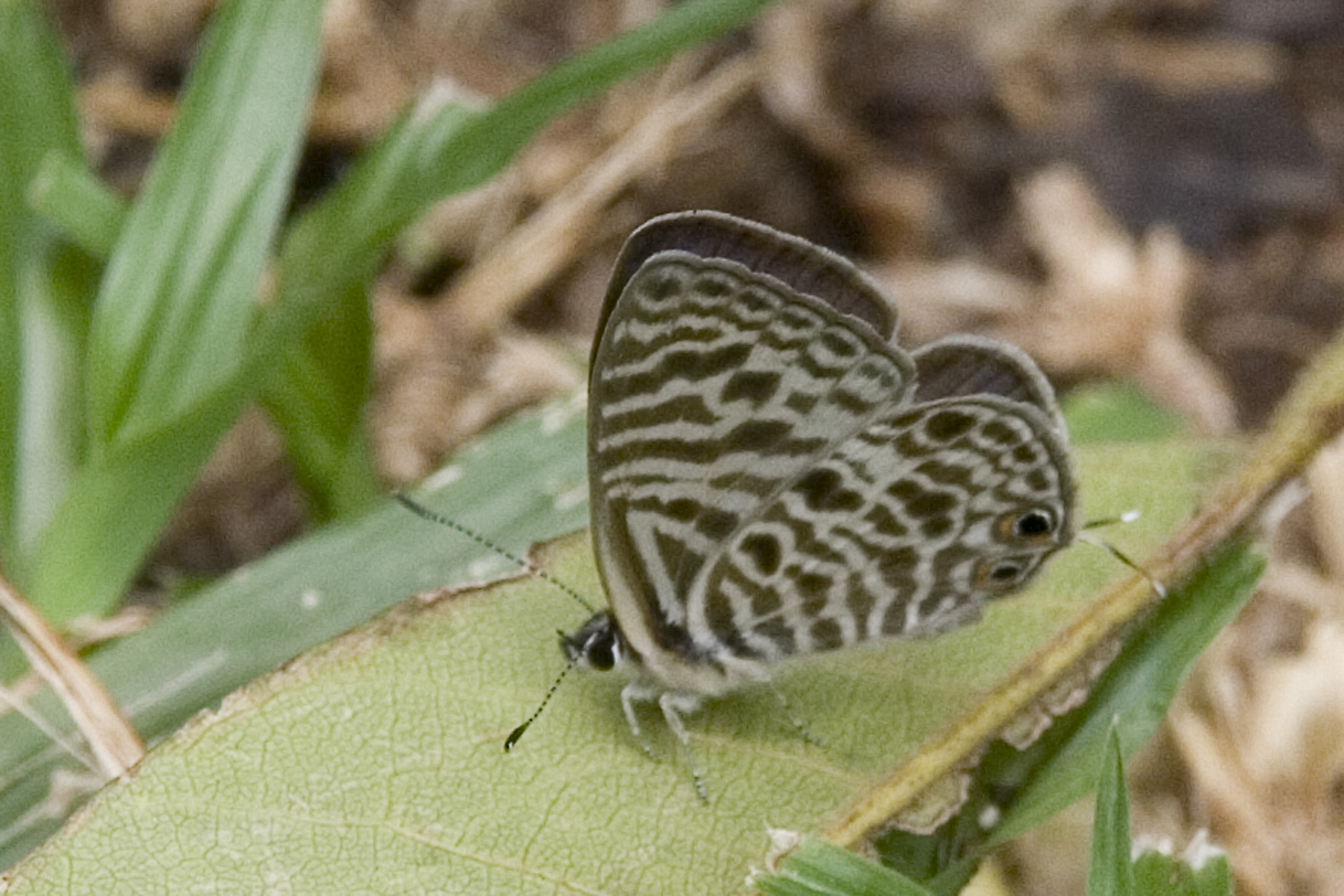
Leptotes babaulti
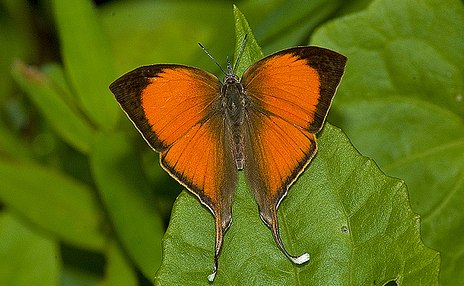
Loxura atymnus
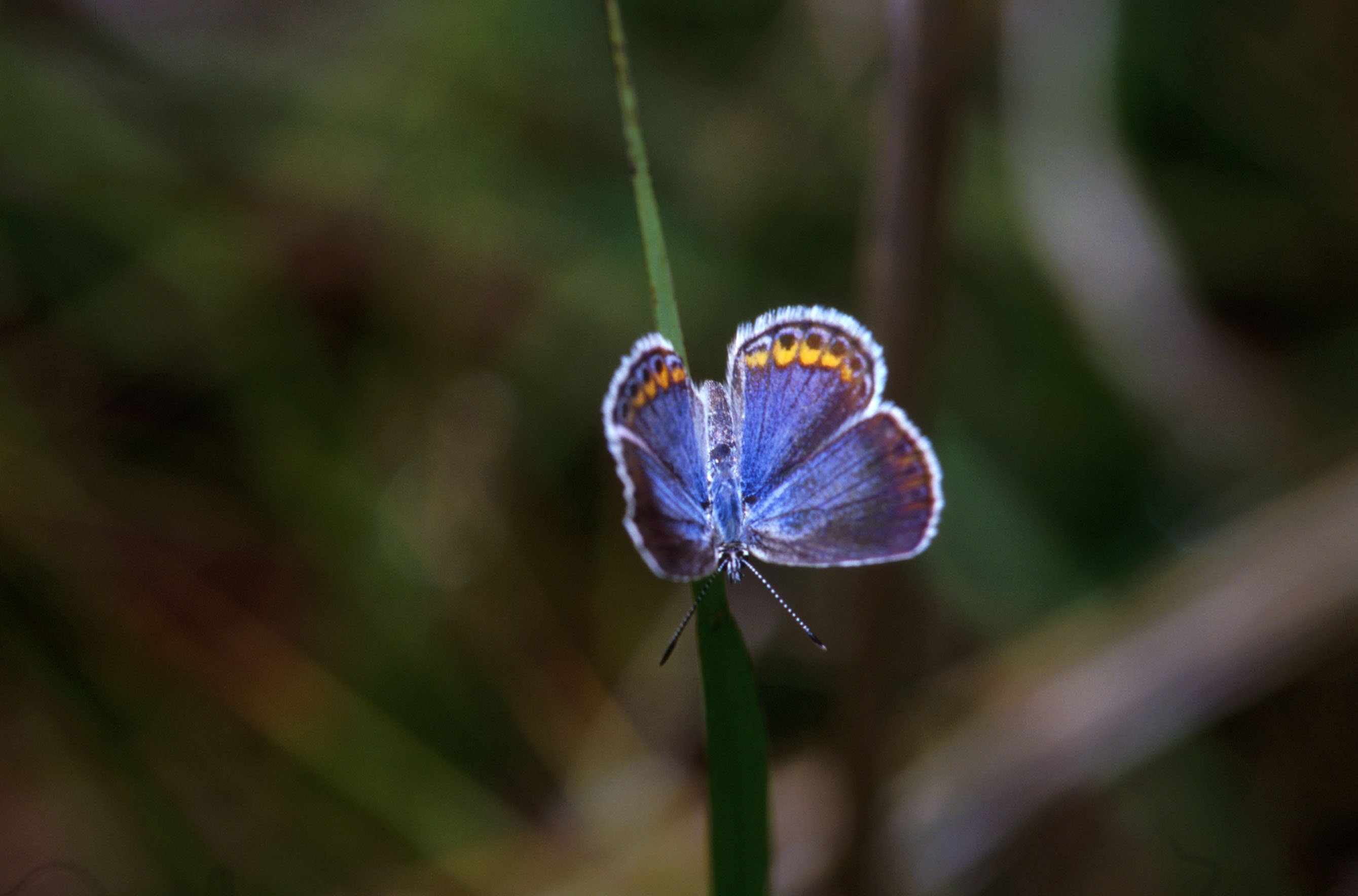
Lycaeides melissa
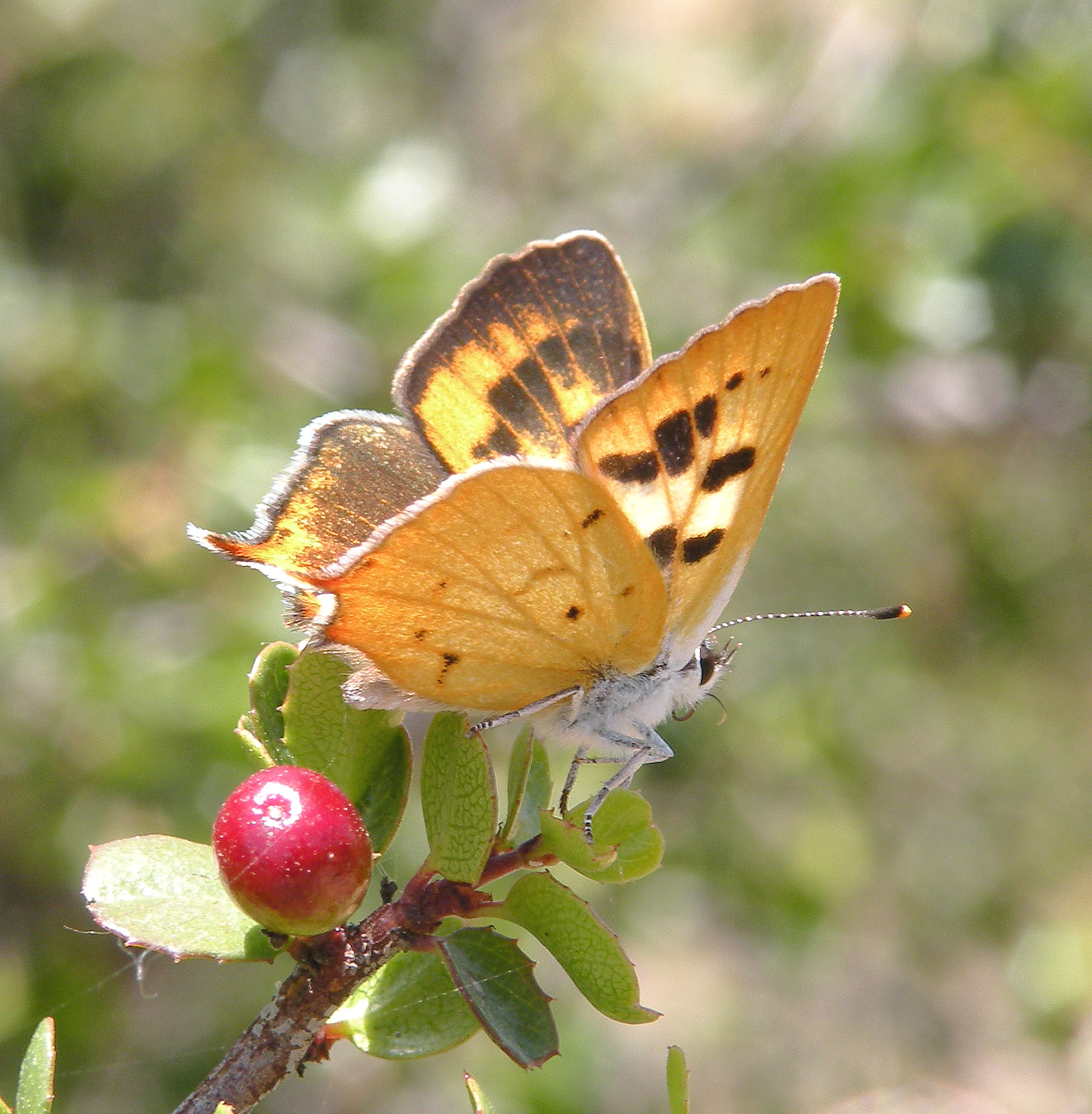
Lycaena hermes
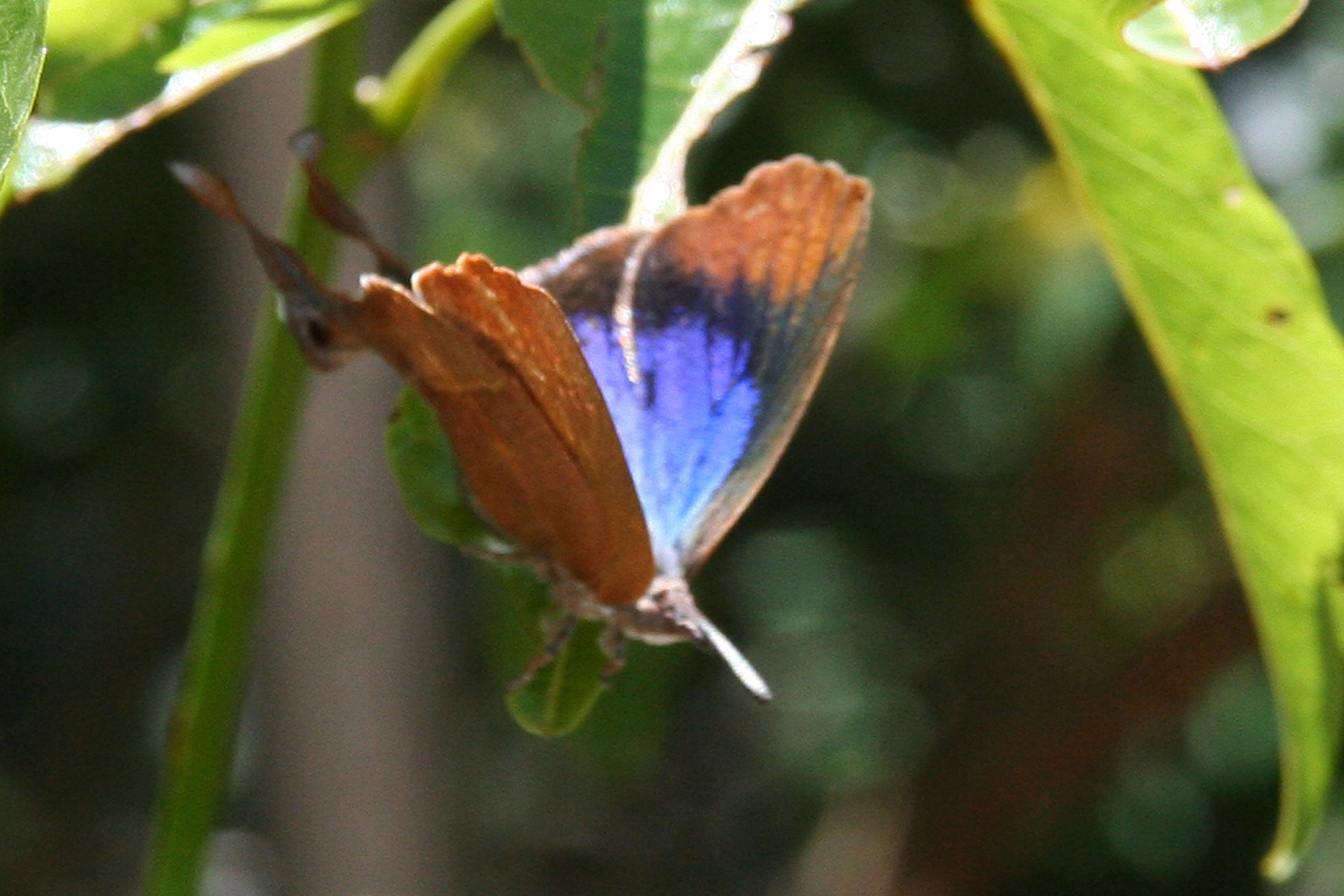
Myrina silenus
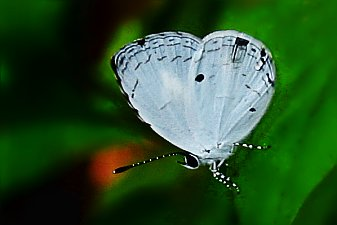
Neopithecops zalmora
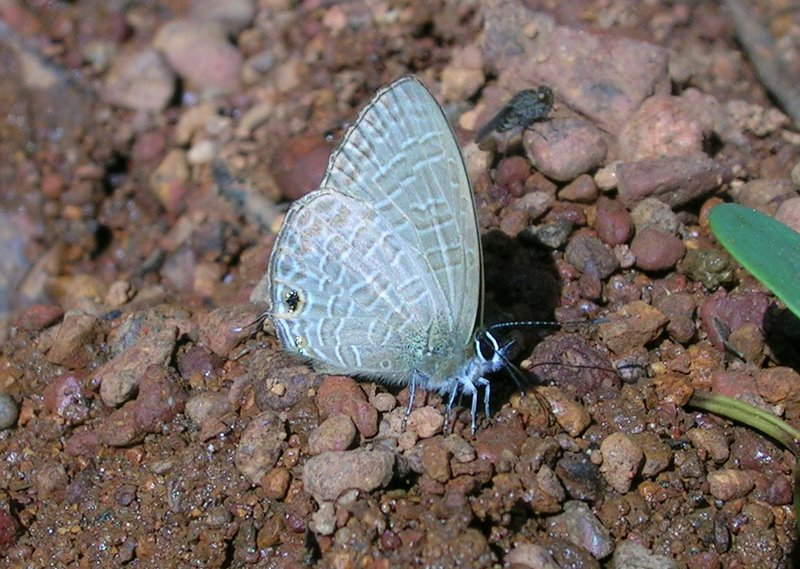
Prosotas nora
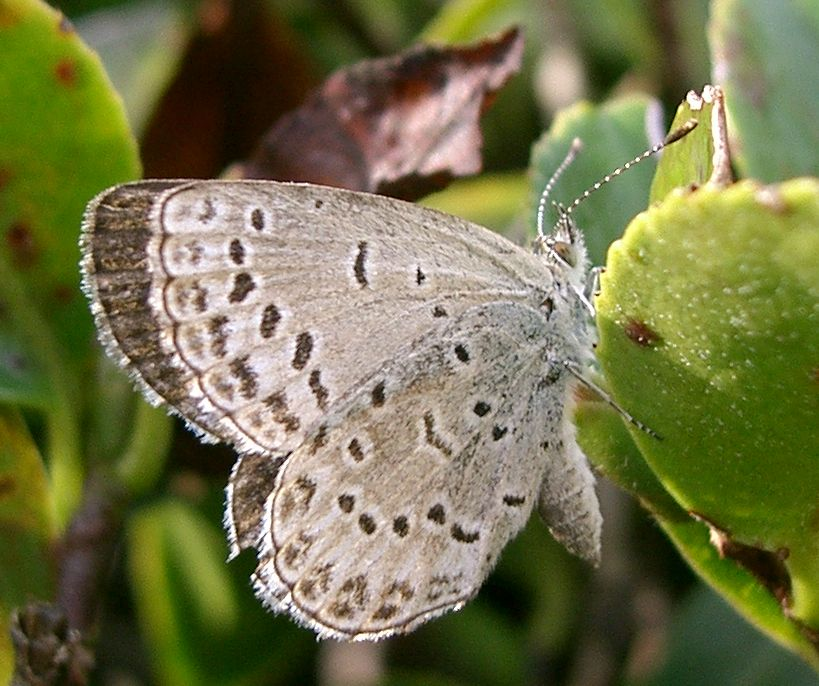
Pseudozizeeria maha
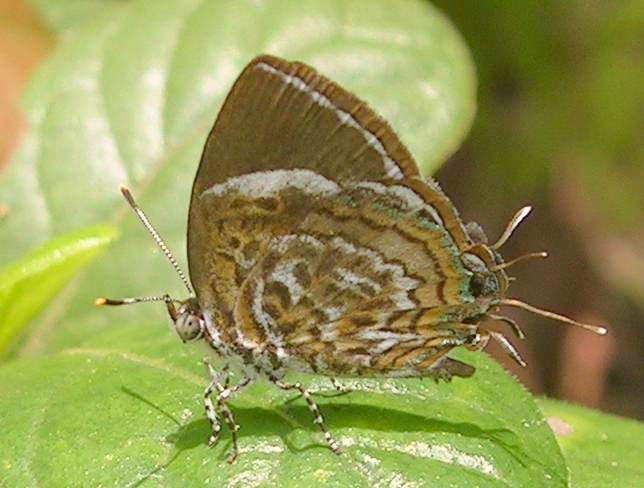
Rathinda amor
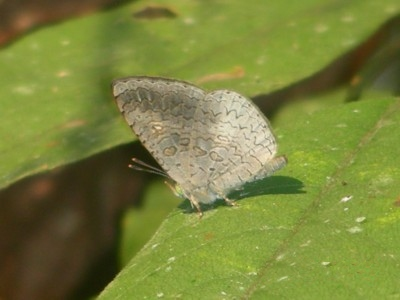
Spalgis epius
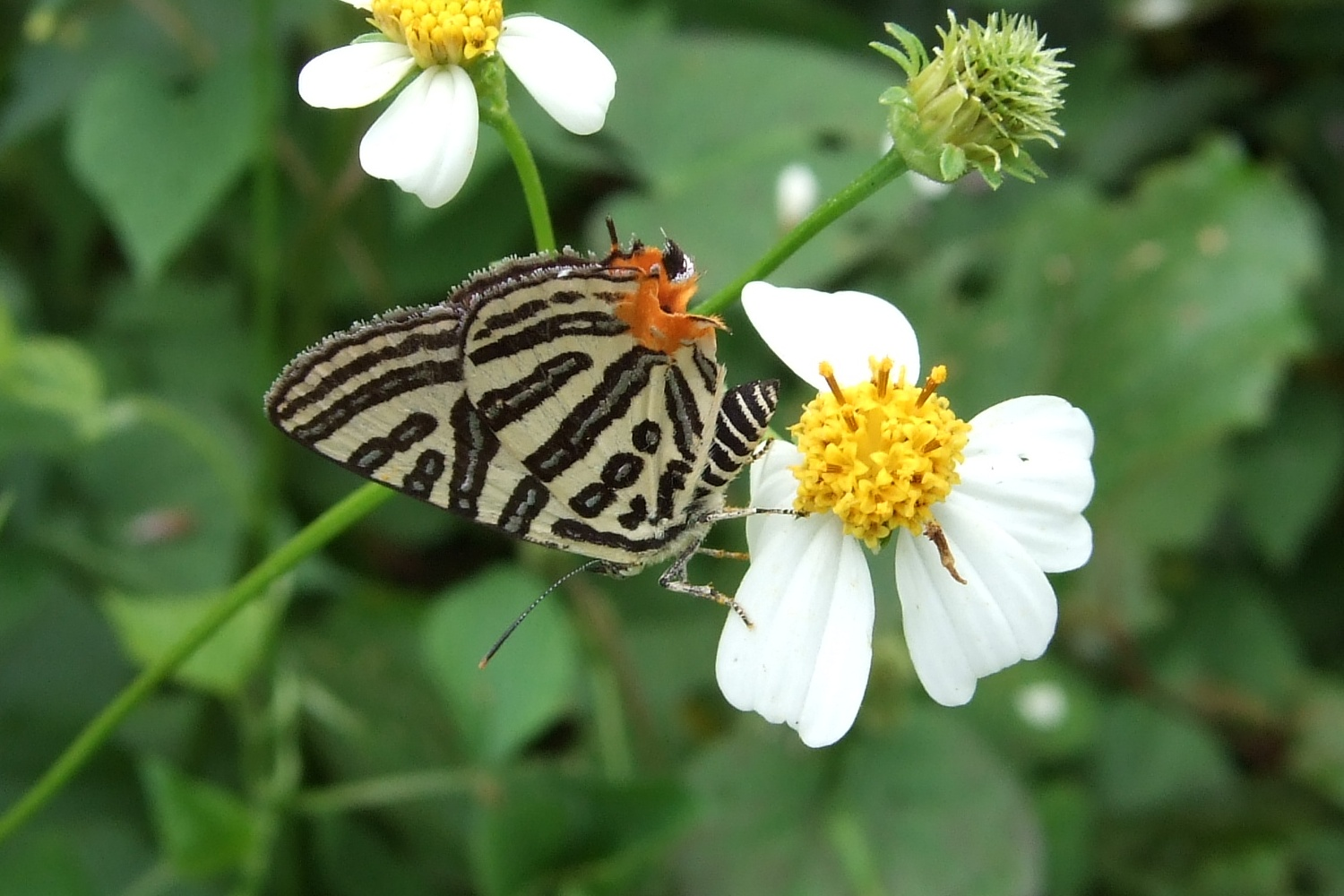
Spindasis syama
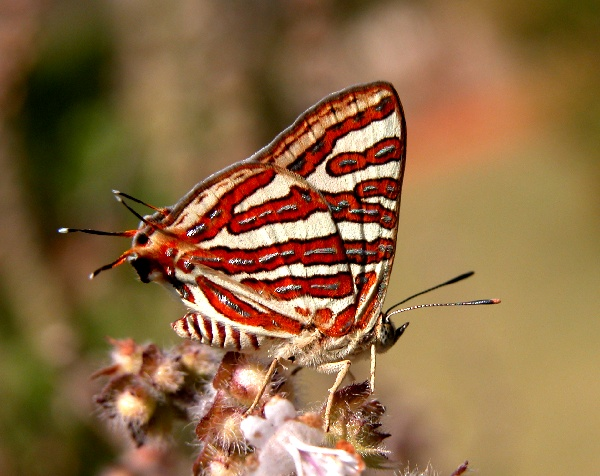
Spindasis vulcanus
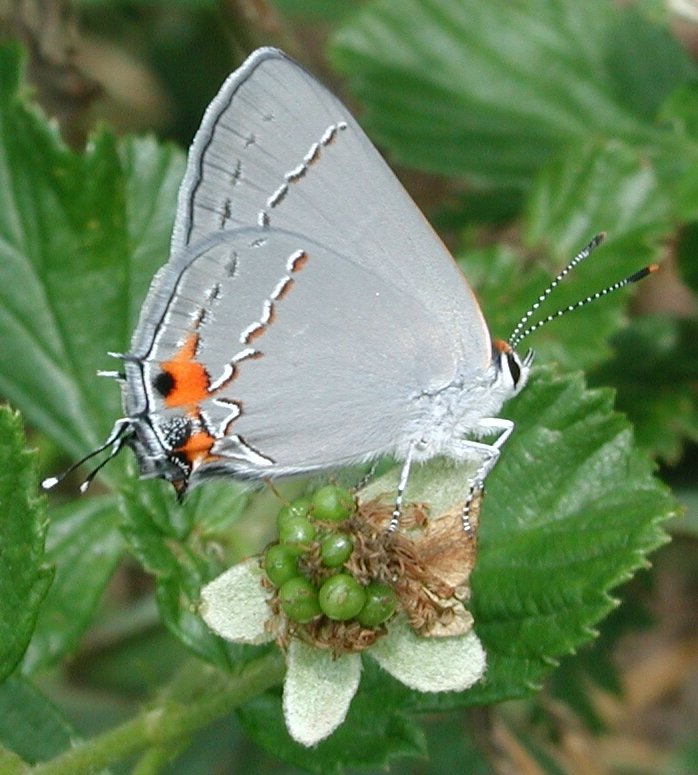
Strymon melinus
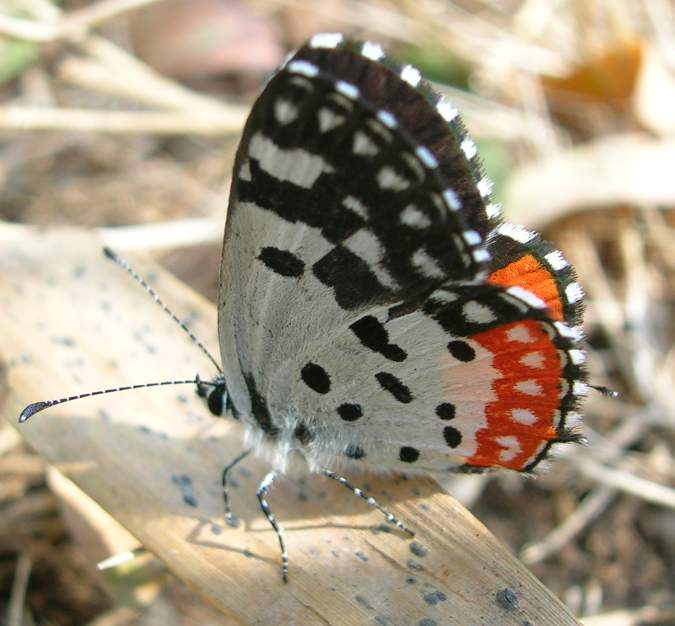
Talicada nyseus
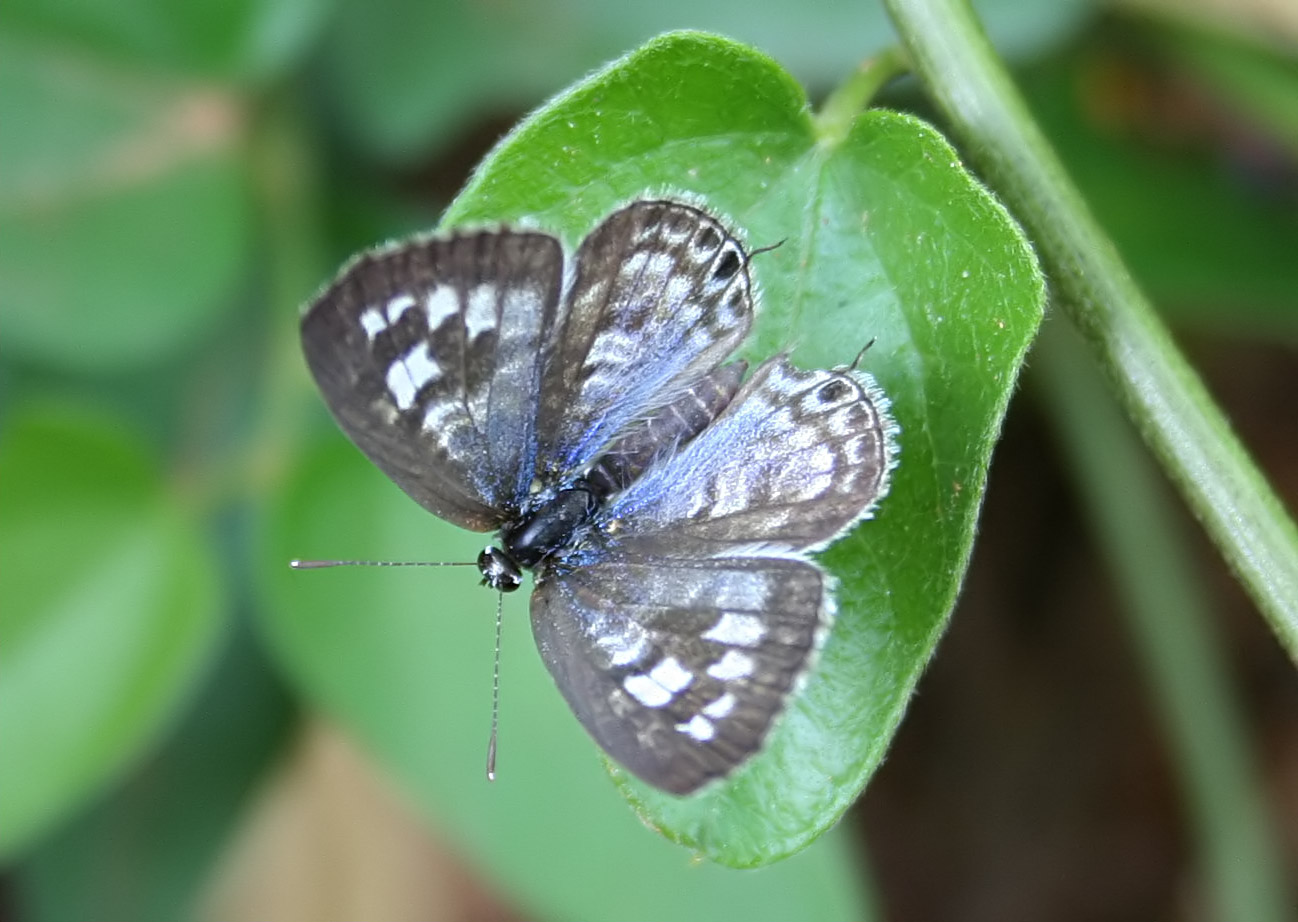
Tarucus plinius
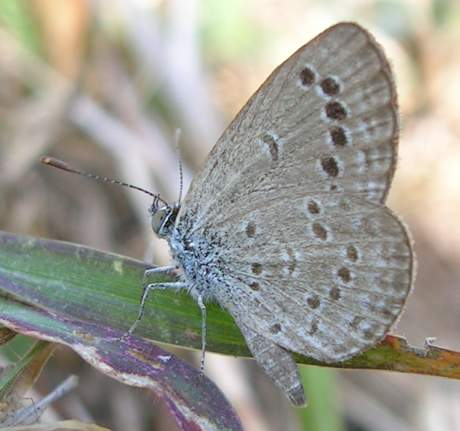
Zizina otis